# هجوم طالبان 2021
هجوم طالبان 2021 هو هجوم عسكري بدأ من قبل طالبان والجماعات المسلحة المتحالفة معها ضد حكومة أفغانستان وحلفائها في 1 مايو 2021، جنبًا إلى جنب مع انسحاب معظم القوات الأمريكية والقوات المتحالفة معها من أفغانستان.
في الأشهر الثلاثة الأولى من الهجوم أحرزت طالبان تقدمًا كبيرًا في الريف، حيث زادت عدد المقاطعات التي سيطرت عليها من 73 إلى 223، وعزلت المراكز الحضرية تدريجياً. اعتبارًا من 6 أغسطس استولت طالبان على ثلاثة وثلاثين من عواصم المقاطعات الأفغانية الأربعة والثلاثين، وبحلول 10 أغسطس سيطرت طالبان على 65٪ من مساحة البلاد.
يُلاحظ الهجوم للمكاسب الإقليمية السريعة لطالبان، بالإضافة إلى تداعياته المحلية والدولية. في 10 أغسطس قدر المسؤولون الأمريكيون أن العاصمة الأفغانية كابل يمكن أن تسقط في أيدي طالبان في غضون 30 إلى 90 يومًا. في 15 أغسطس ذكرت وكالة أسوشيتد برس أن طالبان وصلت واستولت على كابل. وهكذا سقطت حكومة جمهورية أفغانستان الإسلامية. وقالت طالبان إنهم ينتظرون انتقال السلطة. في 15 أغسطس عقب الاستيلاء على العاصمة احتلت طالبان القصر الرئاسي بعد فرار الرئيس أشرف غني من البلاد.

## خلفية
خلال الحرب الأهلية الأفغانية (1996-2001) كانت مقاومة طالبان أقوى في شمال أفغانستان قاعدة تحالف الشمال. وفقًا لشبكة محللي أفغانستان فإن تركيز طالبان لقواتها في الشمال في عام 2021 قد يكون محاولة لإحباط إنشاء تحالف شمالي ثان بعد انسحاب القوات الأمريكية.
في سبتمبر 2020، أطلقت الحكومة الأفغانية سراح أكثر من 5000 سجينًا من طالبان، من بينهم 400 متهمون وأدينوا بارتكاب جرائم كبرى مثل القتل، كجزء من اتفاق الدوحة بين الولايات المتحدة وطالبان. ووفقًا لمجلس الأمن القومي الأفغاني، فإن العديد من السجناء المفرج عنهم من «الخبراء» عادوا إلى ساحة المعركة وعززوا طالبان.
في أوائل عام 2021، اعتقد كل من البنتاغون والقادة الأفغان بالدعم الأمريكي المستمر لكابل. ومع ذلك، لم يكن من المتوقع استمرار الرئيس بايدن في جهود الرئيس ترامب لإبعاد الولايات المتحدة عن حرب خارجية لا نهاية لها، على الرغم من الاعتماد الشديد للحكومة الأفغانية على القوة البشرية الأمريكية والمساعدات العسكرية.

## التسلسل الزمني

### مايو
في مايو استولت طالبان على 15 مقاطعة من الحكومة الأفغانية، بما في ذلك منطقتي نرخ وجلريز في ولاية ميدان وردك. من بين المواقع التي تم الاستيلاء عليها كان سد دحلة في ولاية قندهار، ثاني أكبر سد في أفغانستان. خلال الشهر قُتل 405 من قوات الأمن الوطني الأفغانية و260 مدنيًا خلال الاشتباكات مع طالبان، بينما زعمت وزارة الدفاع الأفغانية مقتل 2,146 من مقاتلي طالبان.
بحلول نهاية مايو كانت البرتغال وسلوفينيا وإسبانيا والسويد قد سحبت قواتها بالكامل من أفغانستان.

### يونيو
في يونيو استولت طالبان على 69 مقاطعة من الحكومة الأفغانية ودخلت مدينتي قندوز وبل خومري. كانت مدينة مزار شريف محاصرةً من قبل حركة طالبان. من بين المواقع التي استولت عليها طالبان كان المعبر الحدودي الرئيسي لأفغانستان مع طاجيكستان ومقاطعة سيد آباد في ولاية ميدان وردك، والتي تسمى بوابة العاصمة الأفغانية كابل. من حيث المعدات، استولت طالبان على 700 شاحنة وعربة همفي من قوات الأمن الأفغانية بالإضافة إلى عشرات المركبات المدرعة وطائرات دون طيار من نوع بوينغ انسيتو سكانإيغل وأنظمة المدفعية.
أسقطت طالبان طائرة تابعة للقوات الجوية الأفغانية من طراز ميل مي-17، مما أسفر عن مقتل ثلاثة طيارين، بينما تضررت طائرة سيكورسكي يو إتش-60 بلاك هوك على الأرض بعد أن قصفت طالبان موقعًا تابعًا للقوات المسلحة الأفغانية في نفس الشهر. في 16 يونيو أعدم مسلحو طالبان 22 من القوات الخاصة المستسلمين للجيش الأفغاني في بلدة دولت آباد. وكان من بين القتلى الرائد سهراب عظيمي نجل الجنرال المتقاعد ظاهر عظيمي. تمت ترقيته بعد وفاته إلى رتبة عميد. وذكر شهود عيان أن اللغة التي تحدث بها مقاتلو طالبان فيما بينهم كانت أجنبية عنهم، مشيرين إلى أن المقاتلين ليسوا من المنطقة. خلال الشهر قُتل 703 من قوات الأمن الوطني الأفغانية و208 مدنيين خلال الاشتباكات مع طالبان، بينما زعمت وزارة الدفاع الأفغانية مقتل 1,535 من مقاتلي طالبان. في 19 يونيو، استبدل رئيس أركان الجيش الوطني الأفغاني ووزراء الدفاع والداخلية بالرئيس أشرف غني. بحلول نهاية يونيو سحبت جميع الدول الأعضاء في مهمة الدعم الحازم قواتها، باستثناء بريطانيا وتركيا والولايات المتحدة.

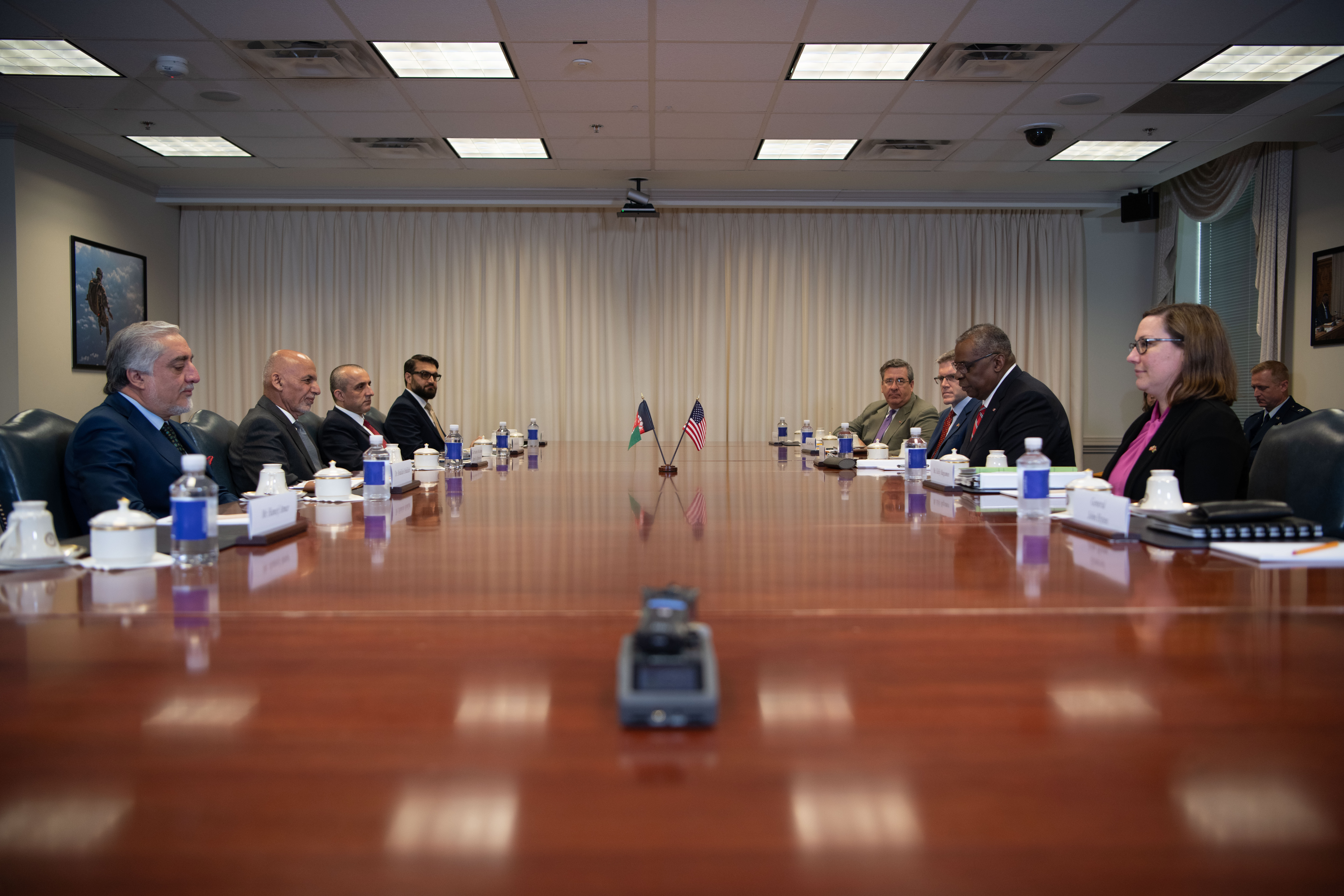
لقاء وزير الدفاع الأمريكي لويد أوستن مع الرئيس الأفغاني أشرف غني في يونيو 2021.

في 22 يونيو استولت طالبان على شيرخان بندر معبر طاجيكستان الحدودي الرئيسي في أفغانستان. سقطت 13 مقاطعة في يد طالبان في غضون 24 ساعة. في نفس اليوم اندلع قتال عنيف أيضًا في ولاية بغلان بعد أن شنت القوات الأفغانية عملية عسكرية على مشارف بل خمري عاصمة الولاية، مما أسفر عن مقتل 17 من مقاتلي طالبان بمن فيهم قاري خالد قائد إحدى فرق طالبان. في الوقت نفسه سيطرت قوات طالبان على بلخ وطوقت مزار شريف، عاصمة ولاية بلخ. في 23 يونيو اشتبكت طالبان والقوات الأفغانية داخل بول الخمري.
في 25 يونيو سيطرت طالبان على مقاطعة شينواري ومقاطعة غوربند في ولاية باروان شمال كابل. وفي نفس اليوم أفادت شبكة إن بي سي نيوز أن طالبان «فوجئت بسرعة تقدمهم وتجنبوا الاستيلاء على بعض الأهداف حتى لا تتعارض مع الولايات المتحدة»، وأطلقت الحكومة الأفغانية برنامجًا يسمى التعبئة الوطنية يهدف إلى لتسليح الميليشيات لمحاربة طالبان. في غضون ذلك أصدر نائب أمير طالبان سراج الدين حقاني سلسلة من التعليمات في صوت الجهاد لحكم الأراضي التي تم الاستيلاء عليها في الهجوم. جادل الباحث توماس جوسلين بأن تصريحات حقاني «تُقرأ مثل تلك التي سيصدرها رئيس الأمة».
في 27 يونيو سقطت مقاطعة شك وردك ومقاطعة سيد آباد في يد طالبان بعد استسلام ما لا يقل عن 50 جنديًا أفغانيًا واعتقالهم من قبل طالبان. وفي نفس اليوم سقطت مقاطعة الرستاق ومقاطعة شورتيبا وأرغستان في أيدي حركة طالبان. أفاد موقع تولو نيوز أن 108 مقاطعة سقطت في يد طالبان في الشهرين الماضيين وأن الجيش الأفغاني تمكن من استعادة 10 مقاطعات فقط. في 29 يونيو شنت طالبان هجومًا على غزنة، مما تسبب في اشتباكات عنيفة داخل المدينة.

### يوليو

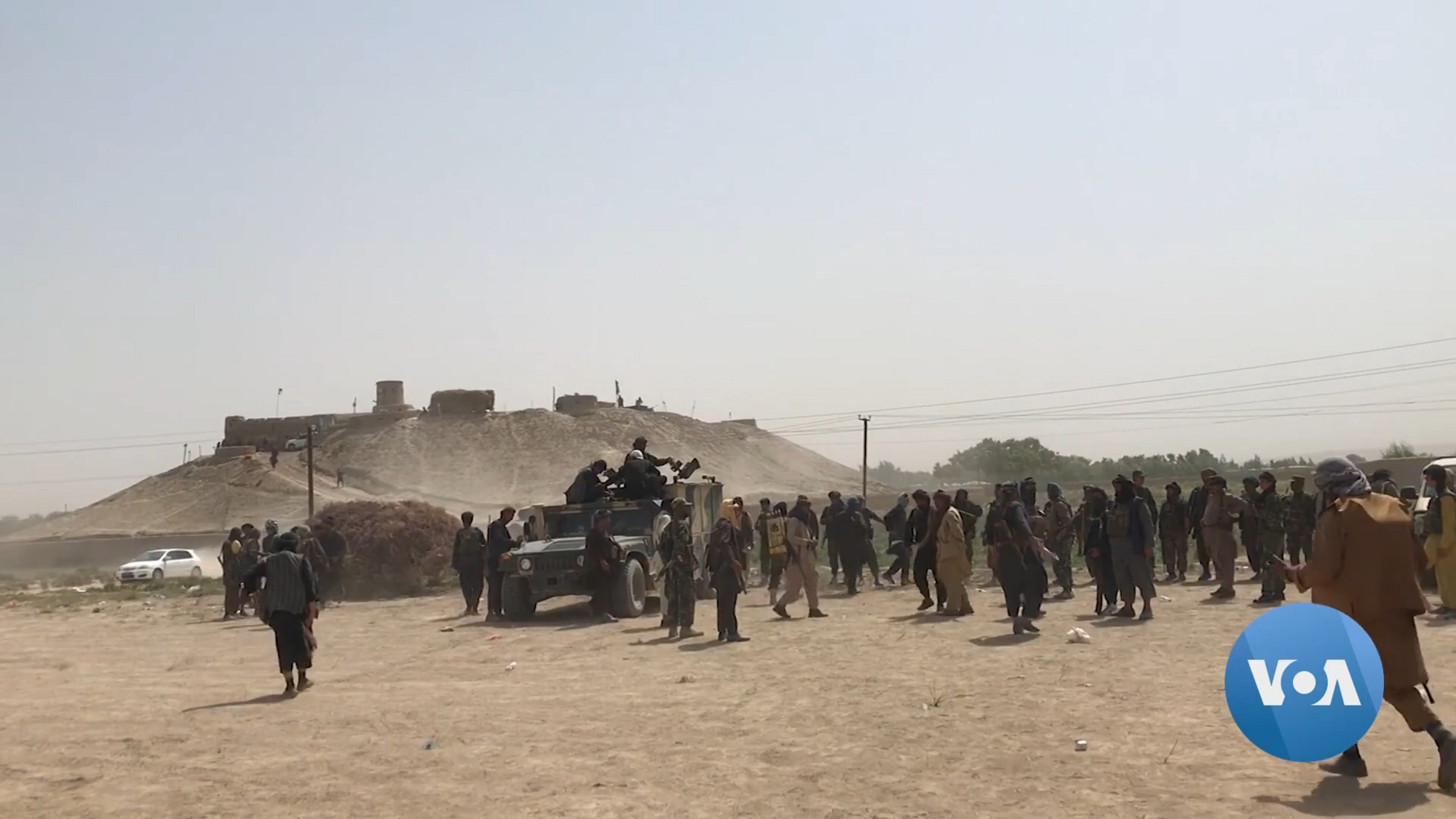
تجمع للقوات الأفغانية الموالية للحكومة في ولاية جوزجان

وفي يوليو، استولت حركة طالبان على 64 مقاطعة من الحكومة الأفغانية ودخلت ثاني وثالث أكبر مدن أفغانستان قندهار وهراة على التوالي. وخلال الشهر، قُتل 335 من قوات الأمن الوطني الأفغانية و189 مدنيا خلال الاشتباكات مع طالبان، في حين أعلنت وزارة الدفاع الأفغانية مقتل 3159 من مقاتلي طالبان. حوالي 1500 جندي أفغاني فروا إلى طاجيكستان، وفقا لمبعوث منظمة معاهدة الأمن الجماعي. وذكرت وسائل الإعلام الإيرانية أن حوالي 300 جندي ومدني أفغاني عبروا الحدود ودخلوا إيران هربا من طالبان.
في 2 يوليو، سحبت ألمانيا وإيطاليا قواتهما من أفغانستان، وغادرت القوات الأمريكية قاعدة بغرام الجوية، وسلمتها إلى القوات المسلحة الأفغانية.
في نهاية الأسبوع الأول من شهر يوليو خرجت مئات النساء المسلحات إلى شوارع شمال ووسط أفغانستان في مظاهرات ضد هجوم طالبان، وكان أكبرها في فیروزکوه عاصمة ولاية غور. أفاد حاكم الولاية عبد الظاهر فايزاده في مقابلة مع صحيفة ذا غارديان أن العديد من النساء الأفغانيات اللواتي فر بعضهن مؤخرًا من طالبان يتعلمن استخدام الأسلحة النارية للدفاع عن أنفسهن، وقد حارب بعضهن بالفعل طالبان. ندد المتحدث باسم طالبان ذبيح الله مجاهد بالتقارير ووصفها بأنها«دعاية» وأعلن أن «النساء لن يحملن السلاح ضدنا أبدًا». خلال عطلة نهاية الأسبوع، استولت طالبان على تسعة مراكز حدودية تابعة للجيش الأفغاني في ولاية كنر بالقرب من الحدود مع باكستان واالتي استسلم خلالها 39 فردًا من الجيش الأفغاني لطالبان بينما فر 31 آخرون إلى باكستان.
في 5 يوليو أعلن الرئيس الطاجيكي إمام علي رحمن نشر 20 ألف جندي على الحدود الأفغانية الطاجيكية، من أجل تجنب امتداد الحرب الأفغانية إلى طاجيكستان.

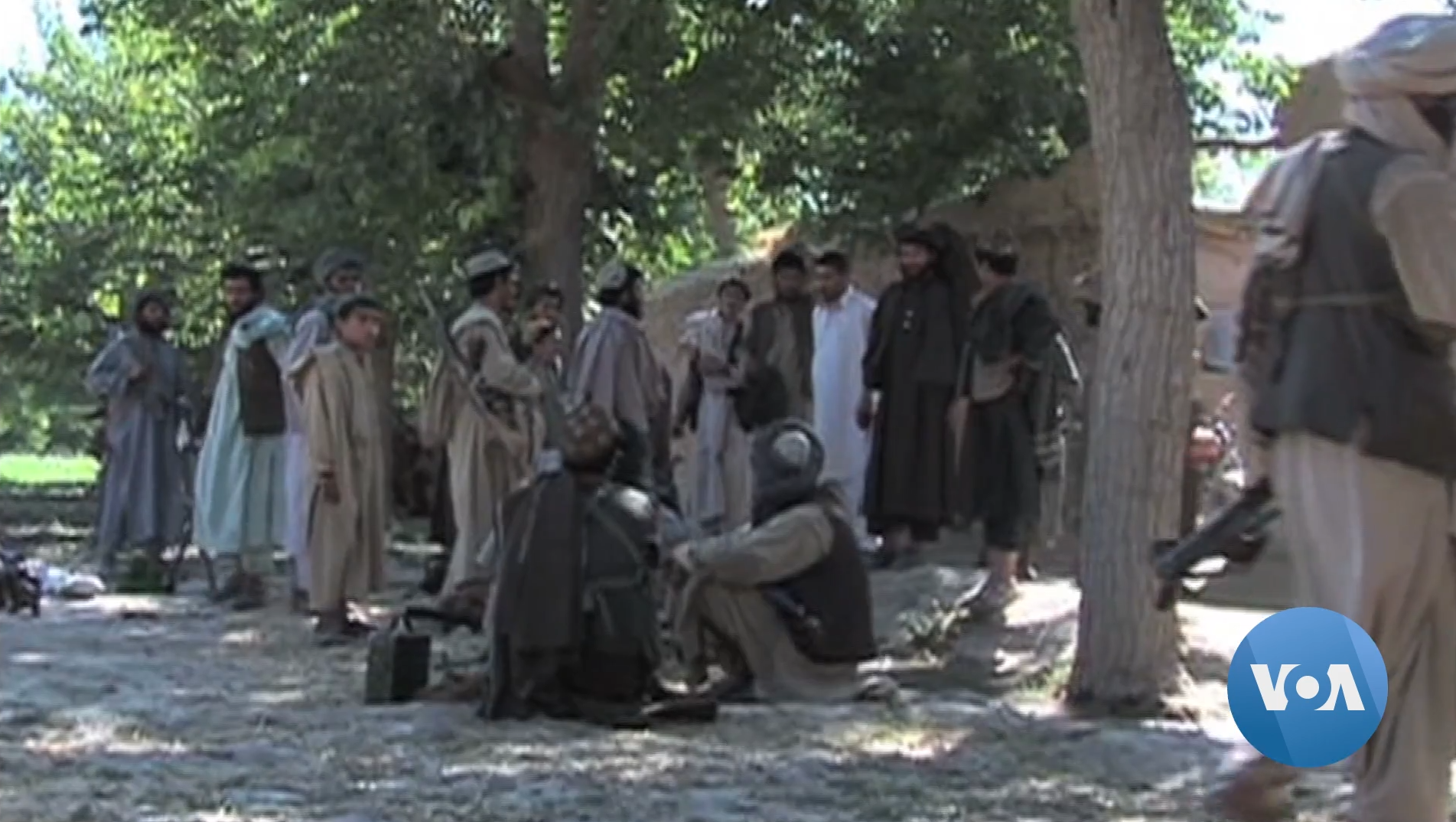
مسلحو طالبان يستريحون في قرية

في 8 يوليو، استولت طالبان على مقاطعة كرخ ذات الأهمية الاستراتيجية في ولاية هرات. وأعدم الجنود الأفغان قرويًا أفغانيًا بجعله يجلس على عبوة ناسفة قبل انفجارها. اتهمت الشرطة الأفغانية والميليشيات المناهضة لطالبان الضحية، ويدعى بركات الله، بمساعدة طالبان. نفى والد بركات الله أن يكون ابنه يعمل مع طالبان. وقد وقع الحادث جنوب مدينة شرنه عاصمة ولاية بكتيكا ورُفع فيديو الحادث على تيك توك. تمكن فريق المراقبين في فرانس 24 من التحقق من الفيديو وتحديد موقعه الجغرافي. نفى المتحدث باسم وزارة الدفاع الأفغانية، فؤاد أمان، وقوع أي حادث من هذا القبيل. وصرح الصحافي الأفغاني نسيب زدران بإن هذا ليس حادثًا منعزلًا ويعكس الإفلات من العقاب الذي يتمتع به الجيش الأفغاني.
في 9 يوليو أعلنت منظمة معاهدة الأمن الجماعي أن الاتحاد الروسي سينشر 7000 جندي على الحدود بالإضافة إلى مساعدة طاجيكستان.
في 10 يوليو استولت طالبان على مقاطعة بنجوايي [الإنجليزية] في ولاية قندهار. كما حاصرت طالبان مدينة غزنة في وسط أفغانستان. واستولت طالبان على المعابر الحدودية لتورغوندي مع تركمانستان وإسلام قلعة مع إيران. أثناء الاستيلاء على معبر إسلام قلعة الحدودي، فر بعض مسؤولي الأمن والجمارك الأفغان عبر الحدود [الإنجليزية] مع إيران هربًا من طالبان.
في 11 يوليو أعلن وزير الدفاع الأسترالي [الإنجليزية] بيتر داتون انتهاء وجوده العسكري في أفغانستان، مع مغادرة آخر 80 فردًا البلاد في الأسابيع الماضية.
في 12 يوليو استقال قائد القوات الأمريكية وقوات الناتو في أفغانستان أوستن س. ميلر [الإنجليزية] من منصبه. اعتبارًا من 12 يوليو 2021 استولت طالبان على 148 مقاطعة من الحكومة الأفغانية. في 14 يوليو استولت قوة من طالبان على نقطة الحدود الأفغانية في سبين بولدك. قُتل صحفي رويترز الهندي دانيش صديقي هناك أثناء تغطيته للقتال بعد يومين.
في 12 يوليو أمر الرئيس التركماني قربانقلي بردي محمدوف بنشر القوات والأسلحة الثقيلة والمدرعات على الحدود بين أفغانستان وتركمانستان [الإنجليزية]، من أجل تجنب امتداد الصراع الأفغاني إلى تركمانستان.
اعتبارًا من 15 يوليو استولت طالبان على 64 مقاطعة من الحكومة الأفغانية ودخلت ثاني أكبر مدينة في أفغانستان قندهار. استولت طالبان على معابر تورغوندي الحدودية مع طاجيكستان وإسلام قلعة مع إيران. أثناء الاستيلاء على معبر إسلام قلعة الحدودي، فر بعض مسؤولي الأمن والجمارك الأفغان عبر الحدود مع إيران هربًا من طالبان. وحتى هذا التاريخ قُتل 233 من قوات الأمن الوطني الأفغانية و114 مدنيًا خلال الاشتباكات مع طالبان، فيما زعمت وزارة الدفاع الأفغانية مقتل 2100 من مقاتلي طالبان منذ بداية الشهر. هرب حوالي 1500 جندي أفغاني إلى طاجيكستان، وفقًا لمبعوث منظمة معاهدة الأمن الجماعي. في اليوم التالي قُتل الصحفي الهندي من وكالة رويترز دنش صديقي أثناء تغطيته للقتال في سبين بولداك.
في 16 يوليو استضافت أوزبكستان مؤتمراً بين عدد من قادة المنطقة والدبلوماسيين الأجانب، بمن فيهم الرئيس الأفغاني أشرف غني من أجل تعزيز السلام ومنع الحرب الأهلية.

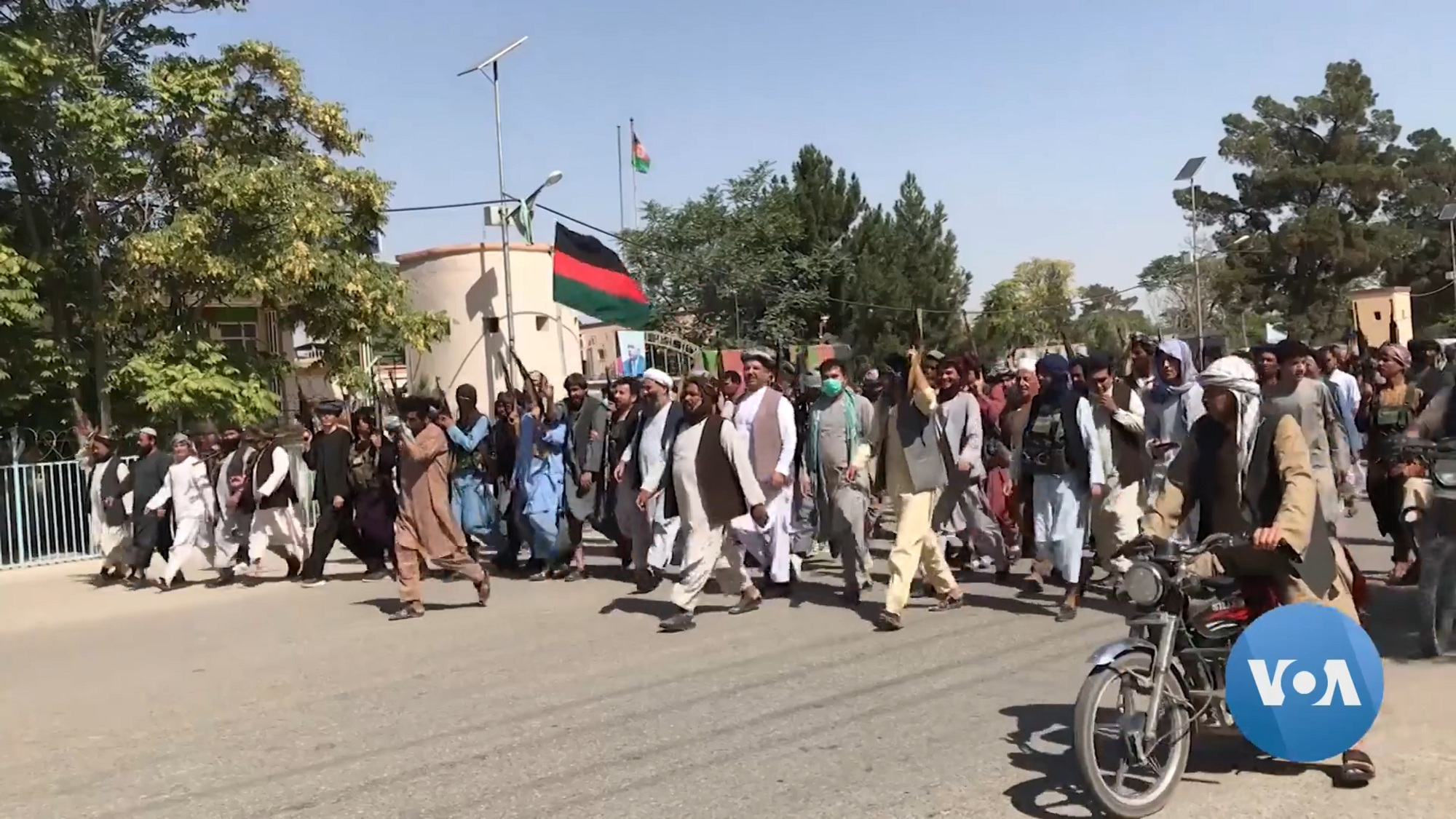
مسلحون محليون يتظاهرون دعما للحكومة الأفغانية في ولاية جوزجان

في 21 يوليو 2021 ذكر رئيس هيئة الأركان المشتركة، مارك ميلي، أن نصف جميع المقاطعات الأفغانية كانت تحت سيطرة طالبان وأن الزخم كان «نوعًا ما» إلى جانب طالبان.
في 22 يوليو، أكد البنتاغون أن القوات الجوية الأمريكية نفذت أربع غارات جوية في أفغانستان بناء على طلب المسؤولين الأفغان. غارتان جويتان تهدفان إلى تدمير المعدات العسكرية التي استولت عليها حركة طالبان من قوات الأمن الأفغانية؛ كما دُمر سلاح مدفعي ومركبة عسكرية. في غضون ذلك، استمرت المعركة من أجل مدينة قندهار، حيث حاصر المتمردون المدينة. وقعت جميع المقاطعات المحيطة باستثناء مقاطعة دامان [الإنجليزية] تحت سيطرة طالبان، وظل المجال الجوي لقندهار فقط (وهو أمر حاسم لتزويد قوات الأمن المحلية) تحت السيطرة الحكومية الكاملة. ووفقًا لمجلة «لونغ وور جورنال» التابعة لقوات الدفاع عن الديمقراطية، فإن السقوط المحتمل لمنطقة دامان في أيدي المتمردين سيجعل من الصعب للغاية على القوات الحكومية التمسك بمدينة قندهار. في 22 يوليو، قُتل 100 شخص في إطلاق نار جماعي [الإنجليزية] في سبين بولدك بولاية قندهار. ومع ذلك، حققت القوات الموالية للحكومة أيضًا انتصارات في مقاطعة باميان، حيث استعادت الميليشيات المحلية والشرطة مقاطعات سيغان [الإنجليزية] وكهرمد [الإنجليزية]من طالبان، وفي ولاية هرات استعادت الحكومة مقاطعة كرخ.
في 24 يوليو، فرضت الحكومة حظر تجول بين الساعة 10 مساءً و 4 صباحًا في جميع مقاطعات البلاد باستثناء ثلاث مقاطعات من أجل «كبح العنف وتقليل تحركات وتقدم طالبان».

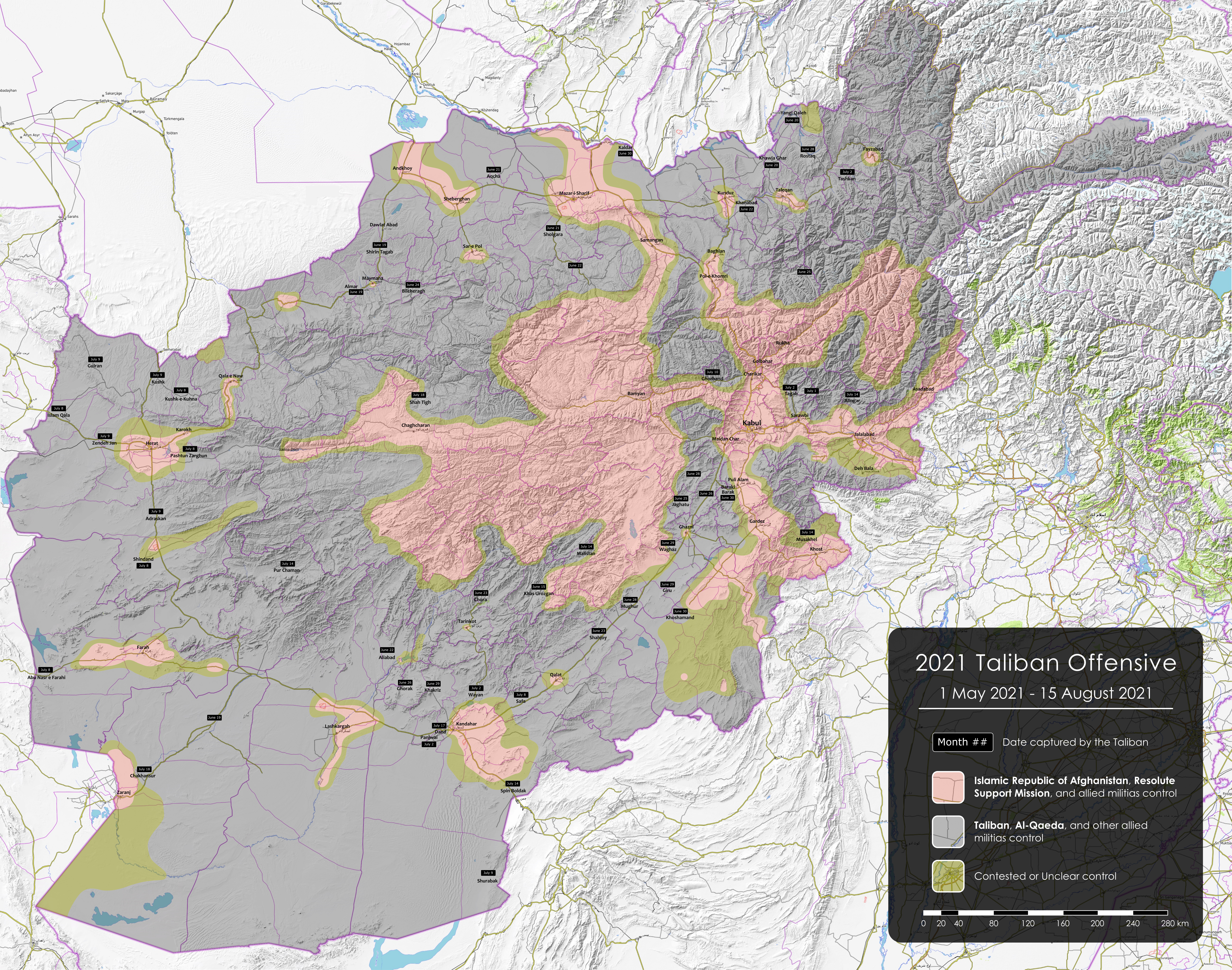
الوضع في 25 يوليو

في 26 يوليو، أظهر تقرير لممثلة الأمم المتحدة ديبورا ليونز زيادة حادة في الوفيات بين المدنيين نتيجة للقتال بين الحكومة وطالبان. ناشدت ليونز كلا الجانبين لحماية المدنيين لأنها تقول إن النساء والأطفال يتعرضون للقتل. في اليوم نفسه، لجأ حوالي 46 جنديًا أفغانيًا، من بينهم 5 ضباط، إلى باكستان بعد أن لم يتمكنوا من الدفاع عن موقعهم العسكري.
في 28 يوليو، التقى وفد من طالبان في تيانجين بوزير الخارجية الصيني وانغ يي، الذي تعهد بأن جمهورية الصين الشعبية ستُدعم طالبان بشرط قطع العلاقات مع الحزب الإسلامي التركستاني (اعتبارًا من عام 2002، دُرب حوالي 400 من المسلحين في منطقة سنجان في معسكرات تدريب طالبان) متعهدةً «بإعادة طالبان إلى التيار السياسي السائ» وعرض استضافة محادثات سلام بين حكومة أفغانستان وطالبان.
بحلول 31 يوليو، دخلت طالبان عواصم المقاطعات في كل من ولايتي هلمند وهرات، واستولت على عشرات المقاطعات في الولايات المذكورة واستولت على المعابر الحدودية مع إيران وتركمانستان. من بين أمور أخرى، استولى المتمردون على مقاطعة كرخ المهمة في هرات مرة أخرى. كما قطع المتمردون الطريق بين مطار هرات الدولي ومدينة هرات، رغم أن المطار ظل تحت سيطرة الحكومة. جادلت صحيفة مجلة الحرب الطويلة بأن قدرة الحكومة على الاحتفاظ بالسيطرة على مدينة هرات دون أن يزود المطار المدافعين عنها أمر مشكوك فيه. في غضون ذلك، ظلت مدينة قندهار محل نزاع.

### أغسطس

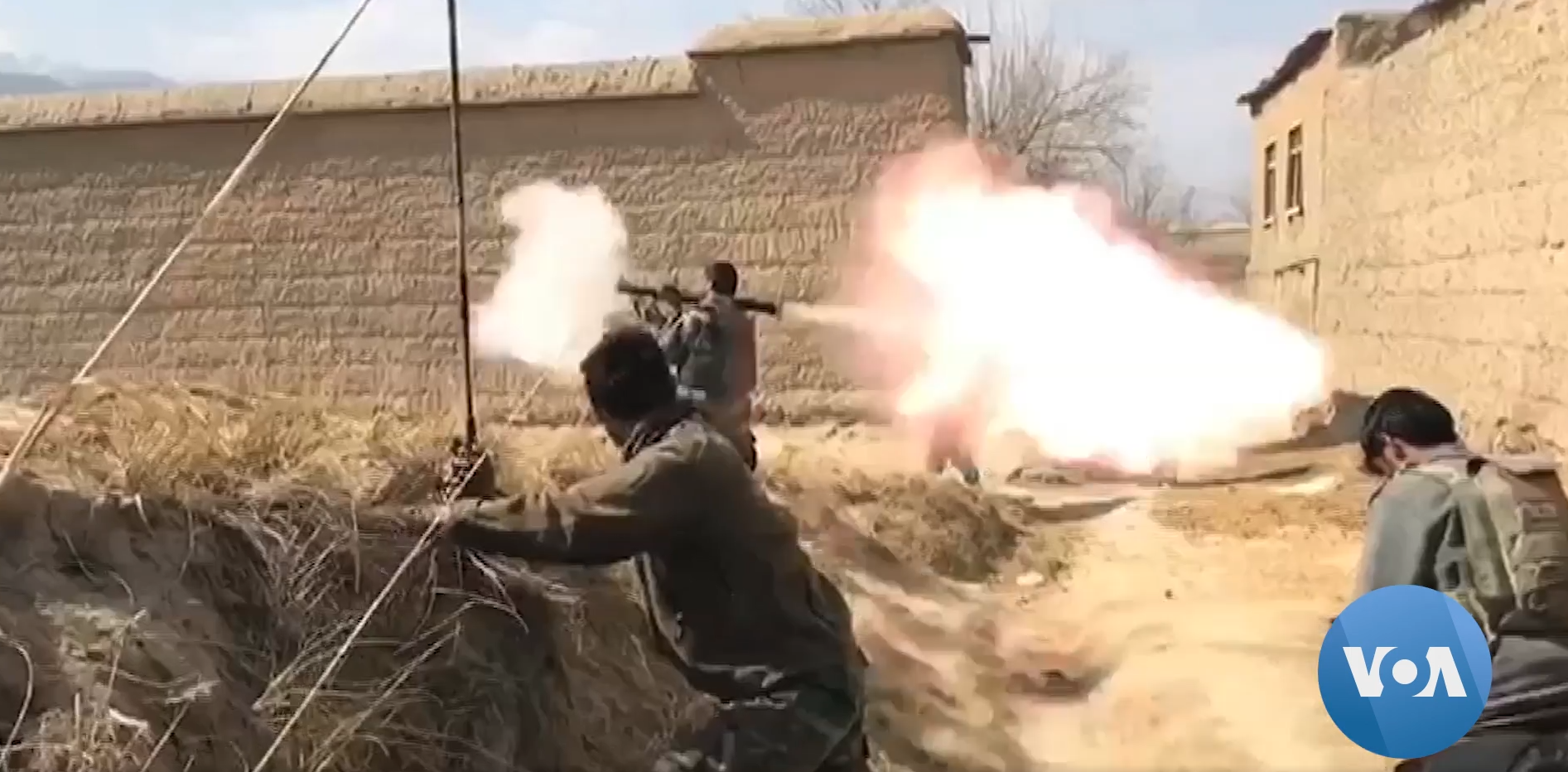
جنود الجيش الوطني الأفغاني في قتال مع طالبان

في الفترة من 1 إلى 2 أغسطس، سقطت مناطق سفيان وقلعة كهنه وكاريز في ضواحي لشكر كاه في أيدي حركة طالبان. كما اندلعت اشتباكات بين طالبان والحكومة في ضواحي المدينة، حيث هاجمت القوات الجوية الأفغانية والقوات الجوية الأمريكية مواقع طالبان.
في 3 أغسطس، قُتل 40 مدنياً وجُرح أكثر من 100 في القتال. بعد الاستيلاء على إذاعة لشكر كاه، بدأت طالبان في بث برامج صوت الشريعة. كما بدأ المتمردون في مهاجمة مطار المدينة. في غضون ذلك، أرسلت الحكومة تعزيزات لمنع المدينة من السقوط في أيدي المتمردين.
في 3 أغسطس، قُتل 13 شخصًا - من بينهم خمسة مهاجمين - في تفجير وإطلاق نار من قبل طالبان في كابل. عملية إنغماسية ‏ التي نفذتها «كتيبة الاستشهاد» التابعة لحركة طالبان استهدفت قتل وزير الدفاع بسم الله خان محمدي، لكنه نجا من الهجوم. ووصفت صحيفة مجلة الحرب الطويلة محمدي بأنه أحد الشخصيات الحكومية الرئيسية المسؤولة عن مواجهة هجوم طالبان.
حتى 5 أغسطس، قُتل 115 من أفراد قوات الأمن الوطني الأفغانية و 58 مدنياً خلال الاشتباكات مع طالبان، بينما أعلنت وزارة الدفاع الأفغانية مقتل 3197 من مقاتلي طالبان منذ بداية الشهر.

### سقوط عواصم الولايات
| التاريخ       | الولاية    | العاصمة      | ترتيب |
| ------------- | ---------- | ------------ | ----- |
| 6 أغسطس       | نيمروز     | زرنج         | 1     |
| 7 أغسطس       | جوزجان     | شبرغان       | 2     |
| 8 أغسطس       | قندوز      | قندوز        | 3-4   |
| 8 أغسطس       | سربل       | ساريبول      | 3-4   |
| 8 أغسطس       | تخار       | تالقان       | 5     |
| 9 أغسطس       | سمنكان     | سمنكان       | 6     |
| 10 أغسطس      | فراه       | فراه         | 7     |
| 10 أغسطس      | بغلان      | بل خمري      | 8     |
| 11 أغسطس      | بدخشان     | فيض آباد     | 9     |
| 12 أغسطس      | غزني       | غزنة         | 10    |
| 12 أغسطس      | هرات       | هرات         | 11    |
| 12 أغسطس      | بادغيس     | قلعه نو      | 12    |
| 12 أغسطس      | قندهار     | قندهار       | 13    |
| 13 أغسطس      | هلمند      | لشكر كاه     | 14    |
| 13 أغسطس      | غور        | فيروز كوه    | 15    |
| 13 أغسطس      | لوكر       | بل علم       | 16-18 |
| 13 أغسطس      | زابل       | قلات غلجي    | 16-18 |
| 13 أغسطس      | أوروزغان   | ترين كوت     | 16-18 |
| 14 أغسطس      | باكتيا     | غرديز        | 19    |
| 14 أغسطس      | باكتيكا    | شرنه         | 20    |
| 14 أغسطس      | كونار      | أسد أباد     | 21    |
| 14 أغسطس      | فارياب     | ميمنه        | 22    |
| 14 أغسطس      | لغمان      | مهترلام      | 23    |
| 14 أغسطس      | دايكوندي   | نيلي         | 24    |
| 14 أغسطس      | بلخ        | مزار شريف    | 25    |
| 15 أغسطس      | ننجرهار    | جلال اباد    | 26    |
| 15 أغسطس      | ميدان وردك | میدانشار     | 27    |
| 15 أغسطس      | خوست       | خوست         | 28    |
| 15 أغسطس      | باميان     | باميان       | 29    |
| 15 أغسطس      | كابيسا     | محمود الراقي | 30    |
| 15 أغسطس      | باروان     | شاريكار      | 31    |
| 15 أغسطس      | نورستان    | بارون        | 32    |
| 15 أغسطس      | كابل       | كابل         | 33    |
| سيطرة الحكومة | بنجشير     | بازاراك      |       |

في 6 أغسطس، اغتالت طالبان داوا خان مينابال، رئيس مركز الإعلام والمعلومات الحكومي، في كابل. في نفس اليوم، أُبلغ عن قتال عنيف في ولاية جوزجان حيث دخلت طالبان شبرغان عاصمة الإقليم. وأكدت طالبان مسؤوليتها عن مقتل مينابال وحذرت من أنها ستستهدف كبار مسؤولي الإدارة ردًا على زيادة الضربات الجوية. في نفس اليوم، استولت طالبان على زرنج، عاصمة ولاية نيمروز، مما يجعلها أول استيلاء لطالبان على عاصمة إقليمية منذ الغزو الأمريكي عام 2001. وشرع المتمردون في فتح السجون المحلية، مما سمح للعديد من النزلاء بالفرار. كما ورد أنه استلي على زرنج دون أي مقاومة تقريبًا، أعرب الصحفي الأفغاني بلال سرواري عن شكوكه في أن شخصًا ما «باع» المدينة لطالبان. وأشارت منشورات على مواقع التواصل الاجتماعي إلى ترحيب بعض سكان المدينة التي تتمتع بتاريخ طويل من الفوضى بطالبان. وأظهرت الصور التي ظهرت على وسائل التواصل الاجتماعي مقاتلي طالبان يقودون سيارات الهمفي العسكرية وسيارات دفع رباعي فاخرة وشاحنات صغيرة في الشوارع بينما كانوا يرفعون أعلام طالبان وكان السكان المحليون - ومعظمهم من الشباب والشبان - يهتفون لهم. كما حذر مبعوث الأمم المتحدة من أن البلاد تدخل «مرحلة أكثر دموية» من الحرب. حذرت حكومتا بريطانيا والولايات المتحدة رعاياها بمغادرة أفغانستان «على الفور» وسط تقدم طالبان وتدهور الوضع الأمني.
في 7 أغسطس، استولت طالبان على شبرغان، مما جعلها ثاني عملية استيلاء على عاصمة إقليمية. عبد الرشيد دوستم، أمير الحرب السابق والرجل القوي الذي كان يهيمن تقليديًا على المدينة، أخذ أتباعه وفر إلى مقاطعة خواجة دوكوه ‏، المقاطعة الوحيدة في ولاية جوزجان التي كانت لا تزال تحت سيطرة الحكومة. في غضون ذلك، قُلصت القوات الموالية للحكومة إلى جيب للمقاومة في لشكركاه، بينما ظلت قندهار وهرات محل نزاع حاد. كما شن المتمردون غارات متكررة على عواصم الولايات الأخرى. وفي اليوم نفسه، نفذت قاذفات أمريكية من طراز بي-52 غارات جوية ضد حركة طالبان في أفغانستان، من قاعدة العديد الجوية في قطر. كانت الولايات المتحدة تستخدم أيضًا طائرات مسلحة من طراز ريبر وطائرات حربية من طراز إيه سي -130 سبكتر، والتي ورد أنها بدأت هجمات يومية ضد أهداف حول قندهار وهيرات ولشكر كاه. تم تنظيم الدفاع الأرضي المتبقي عن لشكر كاه وقندهار في الغالب من قبل المئات من الكوماندوز الأفغان الذين حاصرهم المتمردون. نظرًا لأن هؤلاء الجنود كانوا أفضل القوات تدريباً في الجيش الأفغاني وأكثرها تحفيزًا، جادلت صحيفة مجلة الحرب الطويلة بأن خسارتهم ستكون بمثابة انتكاسة كبيرة فيما يتعلق بفعالية قوات الأمن الأفغانية في المستقبل. كانت يو إس إس رونالد ريغان تُطلق طائرات سريعة لتقديم الدعم للبعثات. حثت السفارة الأمريكية في كابل جميع الأمريكيين على مغادرة البلاد على الفور بسبب المخاوف الأمنية المتزايدة، وعدم قدرة السفارة على ضمان سلامة المواطنين الأمريكيين بسبب تقليص عدد العاملين في السفارة.
في 8 أغسطس، استولت طالبان على مدينتي قندوز وساريبول بعد اشتباكات عنيفة مع قوات الأمن الوطني الأفغانية. في معارك المدينتين، أُبلغ عن حالات فرار جماعي، حيث أُحبط العديد من جنود الجيش الوطني الأفغاني بسبب التقدم السريع للمتمردين وكذلك دعاية طالبان. كانت القوات الموالية للحكومة قادرة فقط على التمسك بقاعدة قندوز العسكرية ومطارها. وصف المراسلون الاستيلاء على قندوز بأنه «أكبر مكسب لطالبان منذ شن هجومهم في مايو» حيث تُعدّ المدينة واحدة من أكبر المستوطنات في أفغانستان، وترتبط جيدًا بالمواقع البارزة الأخرى في البلاد بما في ذلك كابل وتعتبر جزءًا من كبرى طرق تهريب المخدرات في آسيا الوسطى. شاركت في معركة قندوز الوحدة الحمراء، قوات النخبة في طالبان، وأسفرت عن إطلاق سراح مئات السجناء بمن فيهم قادة طالبان. كما سيطرت حركة طالبان على مدينة تالقان في أواخر 8 أغسطس، مما يجعلها خامس عاصمة إقليمية تسقط. انسحبت القوات الحكومية من المدينة بعد الظهر، واستعادت السيطرة على مقاطعة ورسج ‏ ومقاطعة فرخار ‏.
في 9 أغسطس، استولت طالبان على سمنكان، عاصمة ولاية سمنكان. وصرح نائب الوالي صفات الله سمنكاني لوكالة فرانس برس للأنباء أن القوات الحكومية انسحبت من المدينة دون قتال بعد أن طلب ممثلو المجتمع المحلي تجنيبها المزيد من العنف. في نفس اليوم، انشق آصف عظيمي، عضو مجلس الشيوخ السابق من سمنكان وأمراء الحرب البارزين من حزب الجمعية الإسلامية، إلى طالبان. وقال عظيمي إن مئات الرجال الذين كانوا تحت إمرته انشقوا أيضا إلى طالبان. كما اتفق الرئيس أشرف غني وقادة سياسيون آخرون على تشكيل مركز قيادة مشترك للتنسيق والمساعدة مع قوى الانتفاضة العامة.
في 10 أغسطس، اشتد القتال حول مزار شريف. وسيطرت طالبان على مجمع الحاكم في فراه، عاصمة ولاية فراه، بعد قتال عنيف بين طالبان والقوات الحكومية. كما سيطروا على مقر الشرطة والسجن. على الرغم من استمرار القتال العنيف، أصبحت فرح سابع عاصمة إقليمية تسقط. كما تم الاستيلاء على عاصمة الولاية الثامنة، بل خمري بولاية بغلان، في 10 أغسطس.
في 11 أغسطس، أصبحت فيض آباد بولاية بدخشان تاسع عاصمة إقليمية تحتلها طالبان. بعد وصول طالبان إلى أبواب المدينة، قررت القوات الحكومية الانسحاب إلى مقاطعة فرخار ‏ والانضمام إلى القوات الأمنية هناك منذ سقوط تالقان. قبل الغزو الأمريكي، كان فيض آباد المقر الرئيسي للتحالف الشمالي وفي اليوم نفسه، استولت طالبان على مطار قندوز وقاعدة عسكرية رئيسة تابعة للفيلق بامير 217 بعد استسلام مئات من القوات الأفغانية، لتأمين سيطرة طالبان على معداتهم العسكرية في قندز. كانت القاعدة العسكرية مسؤولة عن أمن قندوز وتخار وبدخشان وكانت واحدة من ثماني منشآت مماثلة في أفغانستان؛ أدى سقوطها إلى خفض معنويات الجيش الوطني الأفغاني بشكل أكبر، بينما جعل الهجوم الحكومي المضاد للرفع من حصار مزار شريف أمرًا مستحيلًا. نقلت وكالة الأنباء الألمانية عن مستشارين محليين بإن فيلق بامير 217 بأكمله استسلم لقوات طالبان في قندوز. كما نشر متحدث باسم طالبان مقطع فيديو على تويتر يُزعم أنه يُظهر جنودًا حكوميين ينضمون إلى صفوف المسلحين. صمدت القوات المحاصرة من فيلق بامير 217 لمدة ثلاثة أيام قبل الاستسلام. استولى المتمردون على الكثير من المعدات العسكرية في القاعدة والمطار. بالإضافة إلى ذلك، شهد اليوم استبدال الجنرال والي محمد أحمدزاي بالجنرال هيبة الله عليزاي رئيسًا جديدًا لأركان الجيش الأفغاني ‏. شغل الجنرال أحمدزاي المنتهية ولايته منصب رئيس أركان الجيش الأفغاني منذ أن تولى المنصب في يونيو 2021.
في 12 أغسطس، استولت طالبان على مدينة غزنة، مما جعلها عاشر عاصمة إقليمية تسقط في غضون أسبوع. تقع المدينة على طول الطريق السريع بين كابل وقندهار ‏، وهي بمثابة بوابة بين كابل والمعاقل في الجنوب. وسرعان ما قُبض على محافظ ولاية غزنة في وردك بتهمة «الاستسلام دون قتال» مقابل الحصول على ممر آمن. في نفس اليوم، قدمت الحكومة المركزية اقتراح «تقاسم السلطة» بدلا من وقف إطلاق النار. رفضت طالبان هذا العرض قائلة إنها تريد إقامة إمارة إسلامية جديدة. وشهد اليوم نفسه أيضًا سقوط قاعدة شينداند الجوية ‏ الإستراتيجية في هرات والاستيلاء على طائرتي هليكوبتر من طراز يو إيتش-60 بلاك هوك المتمركزة في القاعدة الجوية. في وقت متأخر من تلك الليلة، سقطت مدينة هرات، ثالث أكبر مدينة في أفغانستان وعاصمة الولاية التي تحمل نفس الاسم، في يد طالبان. أجبر سقوط هرات، بعد أسبوعين من الحصار، إسماعيل خان وغيره من كبار المسؤولين الحكوميين والقوات على اللجوء إلى مطار إقليمي وسلك الجيش خارج المدينة. في الصباح، استسلم خان مع عبد الرحمن عبد الرحمن، نائب وزير الداخلية، وحسيب صديقي، رئيس المديرية الوطنية للأمن في هرات، لطالبان. كما استسلم قائد فيلق ظفر 207 ‏، خيال نبي أحمدزاي، وآلاف من القوات الحكومية لحركة طالبان. وبحسب المسؤولين المحليين، فقد انهار فيلق كامل بالجيش الأفغاني في مدينة هرات. عند هذه النقطة، كانوا يسيطرون على 11 من أصل 34 عاصمة إقليمية في أفغانستان. وشنت حركة طالبان أيضًا هجومًا على قلعة نو، واستولت على المدينة بعد أن فشلت في ذلك في يوليو.
بين عشية وضحاها، استولت طالبان على قندهار: أدت الاشتباكات العنيفة حول المدينة إلى انسحاب الجيش الوطني الأفغاني، وبالتالي زيادة عدد عواصم المقاطعات التي تسيطر عليها طالبان إلى ثلاثة عشر.
في 13 أغسطس، استولت طالبان على مدينة لشكركاه، عاصمة ولاية هلمند، بعد عدة أسابيع من القتال في معركة لشكركاه. وفي اليوم نفسه، سيطرت حركة طالبان من شغشران (وتسمى أيضا فيروز كوه)، عاصمة ولاية غور. وقال مسؤولون إن المدينة سقطت دون أي قتال، لتصبح العاصمة الإقليمية الخامسة عشرة التي تسقط في أيدي طالبان في غضون أسبوع. يبلغ عدد سكان فيروزكوه ما يقرب من 132000 شخص. في وقت لاحق في 13 أغسطس، استولت طالبان على بل علم وقلات وترينكوت، وهي عواصم ولايات لوكر وزابل وأورزكان على التوالي. وضع الموالون للحكومة دفاعًا حازمًا في لوكر قبل اجتياحهم، في حين سُلمت زابل وأورزكان فقط للمتمردين بعد أن رأى المدافعون المحليون أن وضعهم لا يمكن الدفاع عنه واختاروا التراجع. في المقابل سقطت قلات وفيروز كوه دون قتال. حُرمت قلات من المدافعين الذين أُرسلوا إلى قندهار، وفضل مسؤولو فيروز كوه التفاوض على استسلام بدلاً من «هجوم طالبان». وقالت صحيفة «لونغ وور جورنال» إن سقوط هذه العواصم الإقليمية سمح لطالبان بمحاصرة كابل، ووصفت الحكومة الأفغانية بأنها على وشك «الانهيار».
في 14 أغسطس، استولت طالبان على سبع عواصم إقليمية؛ جرديز، شرنه، أسد أباد، ميمنه، مهترلام، نيلي، و مزار شريف، ورابع أكبر مدينة في أفغانستان. فر اثنان من أمراء الحرب المناهضين لطالبان منذ فترة طويلة، وهما دوستم وعطا محمد نور، إلى أوزبكستان. قال عباس إبراهيم زاده، النائب عن ولاية بلخ، إن الجيش الوطني في مزار شريف استسلم أولاً مما تسبب في خسارة الميليشيات الموالية للحكومة والقوات الأخرى المعنويات واستسلامها في مواجهة هجوم طالبان على المدينة. بعد خسارة المدينة، ذكر عطا محمد نور في منشور على فيسبوك أن هزيمته في مزار شريف كانت مخططةً وحمّل القوات الحكومية مسؤولية الهزيمة. ولم يحدد من يقف وراء المؤامرة، ولم يقدم أي تفاصيل أخرى ثم قال إنه ودستم في مكان آمن. وفي وقت لاحق، دخلت قوات طالبان أيضًا ميدان شار، وسط ولاية ميدان وردك. في هذه المرحلة، حاصر المتمردون كابل، بينما انزلق الجيش الوطني الأفغاني في حالة من الفوضى بعد هزيمته السريعة في جميع أنحاء البلاد. فقط الفيلق 201 والفرقة 111، وكلاهما متمركز في العاصمة الأفغانية، تركوا عملياتهم.
في وقت مبكر من 15 أغسطس، دخلت طالبان جلال آباد، عاصمة ولاية ننكرهار، دون معارضة. كانت عاصمة الولاية السادسة والعشرين التي سقطت، وترك الاستيلاء عليها كابل آخر مدينة رئيسية تحت سيطرة الحكومة الأفغانية. بعد ذلك بقليل، سقط ميدان شار، خوست، باميان، محمود الراقي، شاريكار وبارون أيضًا. في 16 أغسطس، استسلمت قوة حماية خوست (KPF)، وهي وحدة ميليشيا أنشأتها وكالة المخابرات المركزية في السنوات الأولى من الغزو الأمريكي، لقوات طالبان في شرق أفغانستان بعد محاولتها الفرار إلى ولاية باكتيا. وبحسب ما نقلته وكالة إنترفاكس للصحفيين المحليين، فقد استسلم حوالي 6000 من قوة حماية خوست في 1200 مركبة لطالبان، مع نشر مقطع فيديو للاستسلام على وسائل التواصل الاجتماعي. ومع ذلك، تمكنت الكوماندوز الأفغانية من إخلاء مطار قندهار بنجاح في نفس اليوم؛ كان المطار لا يزال محتجزًا من قبل الموالين للحكومة حتى هذه اللحظة.
وفي 15 أغسطس أيضًا، اعتقلت السلطات في أوزبكستان 84 جنديًا أفغانيًا عبروا الحدود، وقدمت المساعدة الطبية لكل من الجنود المحتجزين ومجموعة من الجنود الذين تجمعوا على الجانب الأفغاني من جسر ترميز - خيراتون.

### الجسور الجوية للناتو

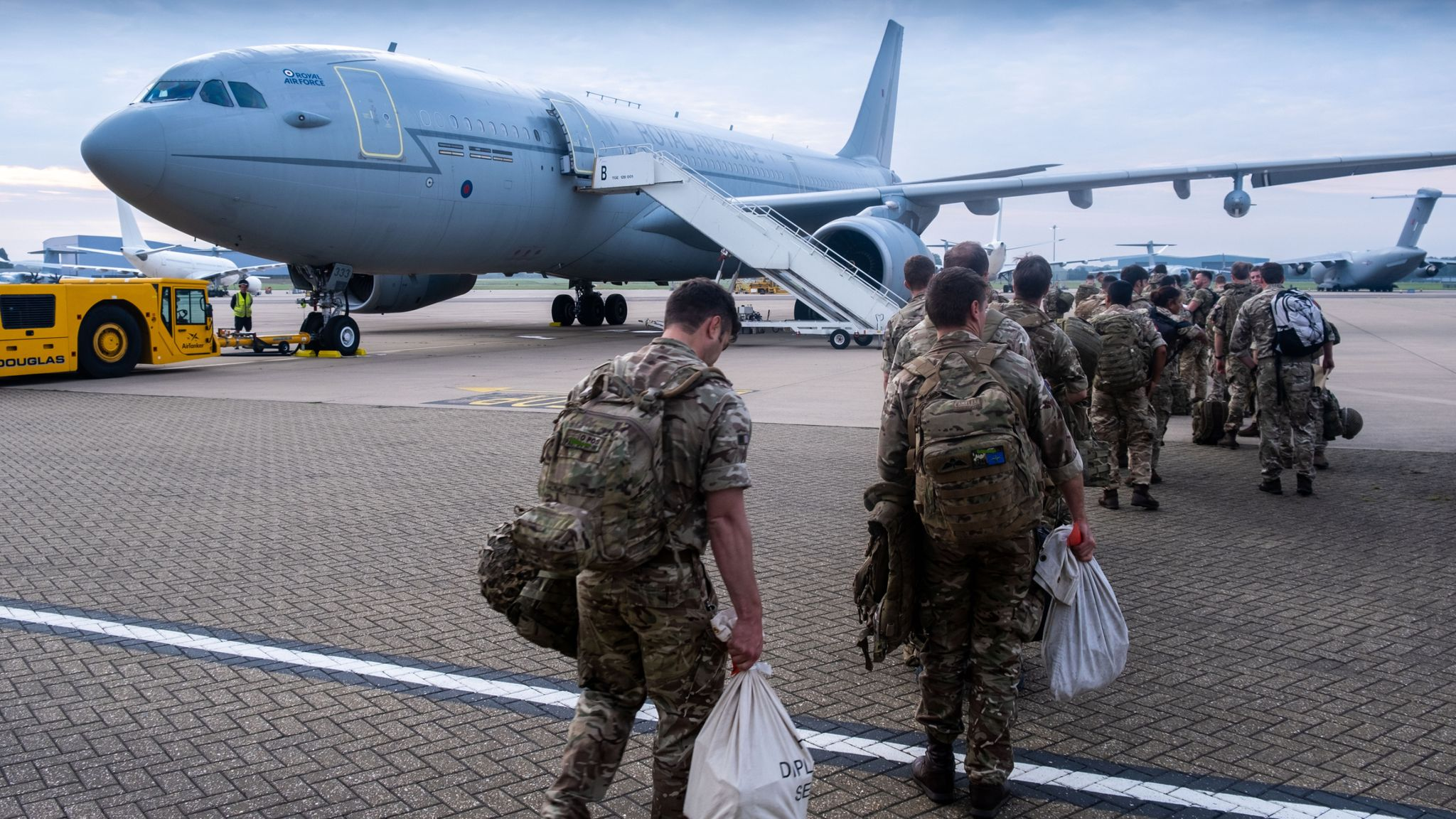
انتشار جنود بريطانيون في كابل للمساعدة في انسحاب الناتو، 13 أغسطس 2021

بعد ساعات قليلة من سقوط هرات، أعلنت حكومتا الولايات المتحدة والمملكة المتحدة عن نشر 3000 و600 من قواتهما على التوالي في مطار كابل من أجل تأمين النقل الجوي لمواطنيهما وموظفي السفارات والمدنيين الأفغان الذين عملوا فيها. قال المسؤولون إن الانتشار الأول يحدث في غضون 24 إلى 48 ساعة من الإعلان، وأنه سيكتمل بحلول نهاية أغسطس. بحسب المصادر المذكورة فإن الخطة هي استخدام طائرات مستأجرة للإخلاء باستخدام مطار كابل الذي لا يزال مفتوحًا مع طائرات تجارية تحلق، ولكن سيتم استخدام الطائرات العسكرية إذا أصبح ذلك مستحيلًا. بحسب الحكومة البريطانية فقد تم التخطيط للإخلاء وتوقيته منذ فترة طويلة، في حين قال مسؤول أفغاني إنه تم تقديم التوقيت مع تدهور الوضع الأمني بشكل سريع. بالإضافة إلى 3000 جندي أمريكي سيكون هناك 3500 جندي إضافي على أهبة الاستعداد في الكويت في حالة تصاعد الموقف إلى نزاع مسلح مع طالبان. أعلنت كندا أنه سيتم نشر وحدات القوات الخاصة الكندية لإجلاء موظفي السفارة في كابل التي تأوي العائلات الأفغانية التي عملت مع موظفين كنديين في الماضي. أعلنت الحكومتان الدنماركية والنرويجية إغلاق سفارتيهما في كابل لأسباب أمنية وستضعان خططًا لإجلاء موظفيهما الدبلوماسيين والأفغان الذين عملوا معهم.

### سقوط كابل

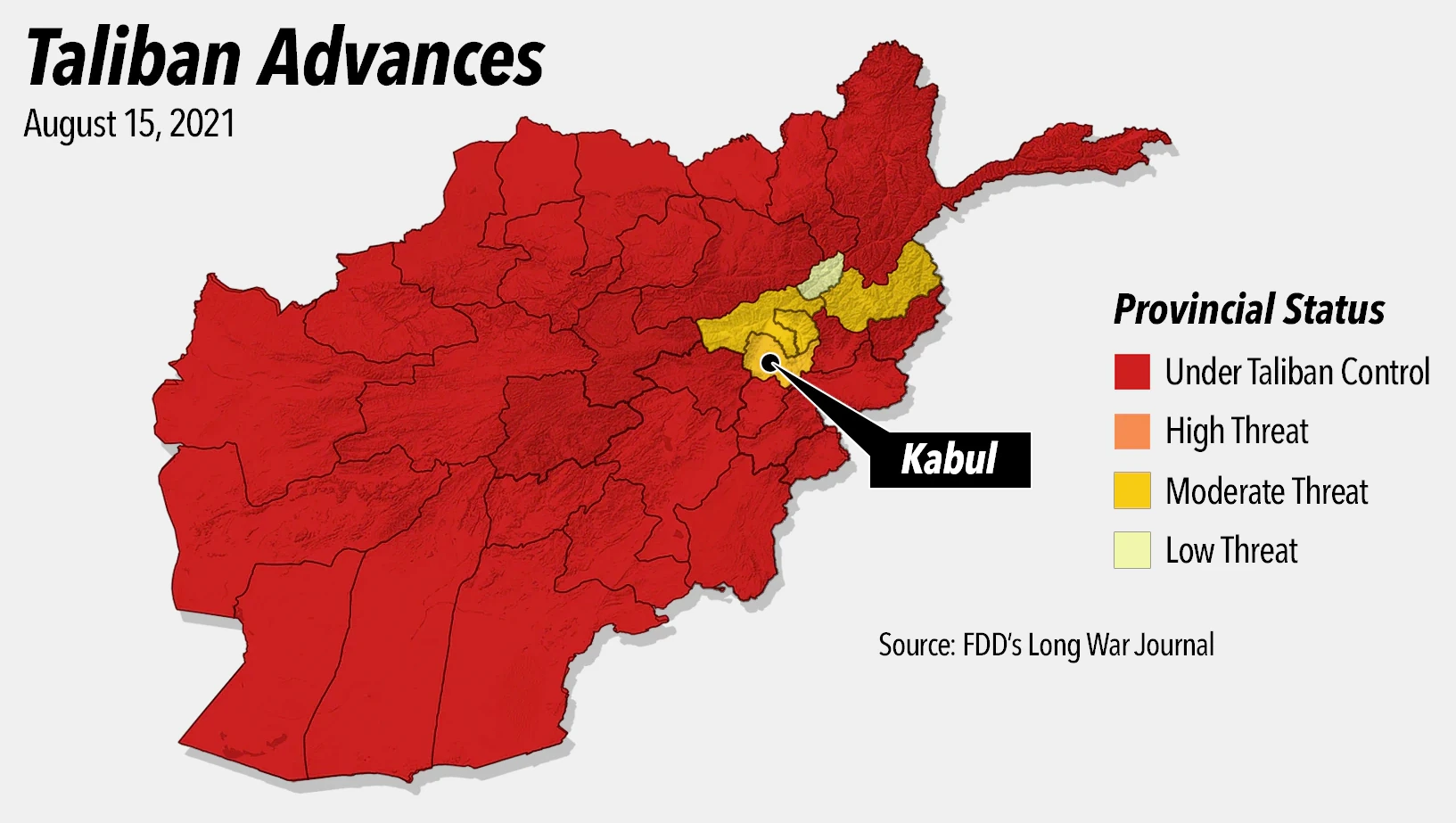
سيطرة طالبان على أفغانستان بحلول 15 أغسطس 2021

في 15 أغسطس وعلى الرغم من إصدار طالبان بيان يقول «ليس لديها خطط للاستيلاء على العاصمة الأفغانية بالقوة»، دخلت طالبان ضواحي كابل من اتجاهات متعددة، بما في ذلك مقاطعة كالكان ‏ ومقاطعة قره باغ ‏ ومقاطعة باغمان. أُبلغ عن انقطاع التيار الكهربائي على مستوى المدينة واعتداء محتمل وانتفاضة نزلاء في سجن بول الشرقي ‏. بدأت مروحيات بوينغ سي إتش-47 شينوك وسيكورسكي يو إتش-60 بلاك هوك بالهبوط في السفارة الأمريكية في كابل لتنفيذ عمليات الإجلاء وأفادت التقارير أن الدبلوماسيين قاموا بتمزيق الوثائق السرية بسرعة.

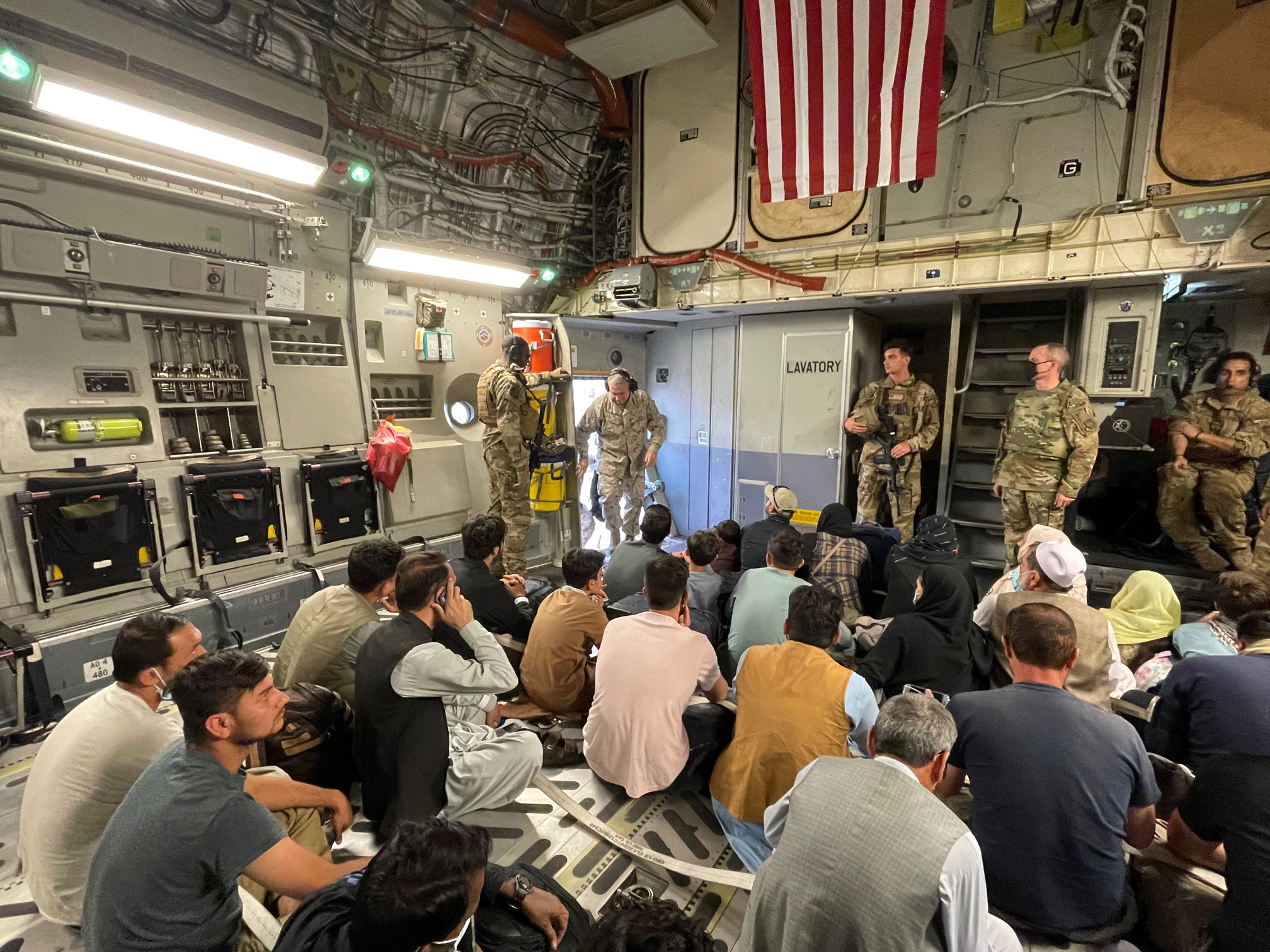
إجلاء الجنود الأمريكيون مع الأفغان من مطار حامد كرزاي الدولي في 17 أغسطس، بعد أن استولت طالبان على كابل.

أعلنت وزارة الداخلية الأفغانية أن الرئيس غني قد قرر التخلي عن السلطة وأن حكومة مؤقتة بقيادة طالبان سيتم تشكيلها، وكان الرئيس السابق حامد كرزاي سيكون جزءًا من فريق التفاوض. أمرت طالبان مقاتليها بانتظار انتقال سلمي للسلطة وألا يدخلوا كابل بالقوة. سلمت قوات الأمن مطار باغرام إلى طالبان، وتضم القاعدة الجوية حوالي 5.000 سجين من طالبان وداعش. وورد فيما بعد أن الرئيس غني غادر البلاد إلى طاجيكستان.
انتقد الكثيرون رحيل غني عن أفغانستان. ووصف سياسي من شرق أفغانستان، أثناء حديثه لقناة الجزيرة، رحيل غني بأنه «وصمة عار» واتهمه بـ «الكذب» و«إبقاء الشعب الأفغاني في الظلام». وقال عضو سابق في مجلس الأمن القومي، في معرض وصفه لإرث غني، «إنه تسبب في فوضى داخل المنطقة، وشتت الناس، وخلق العداء بين الجماعات العرقية، وحطم الديمقراطية». وقال سفير أفغاني سابق «بصفته رئيسًا، رأى غني الكتابة على الحائط لبعض الوقت. كان بإمكانه إدارة انتقال سياسي منظم وسلمي قبل مغادرة البلاد. لم يفعل.». وبّخت تغريدة من حساب تويتر الرسمي لسفارة أفغانستان في الهند غني ووصفته بـ «الخائن». ومع ذلك، قال السكرتير الصحفي للسفارة، عبد الحق آزاد، في وقت لاحق إنه تم اختراق حساب السفارة الرسمي على تويتر.
قال نيكيتا إيشينكو، المتحدث باسم السفارة الروسية في كابل، إن أشرف غني فر من أفغانستان بأربع سيارات وطائرات هليكوبتر مليئة بالمال. وأضاف المتحدث أيضًا أنه لا يمكن استيعاب جميع الأموال داخل المروحية، لذلك تُرك بعضها على مدرج المطار. وأكدت رويترز تصريحات ايشينكو واستشهد المتحدث باسم «شهود» كمصدر للمعلومات. وقال إرشاد أحمدي، النائب السابق لوزير الخارجية الأفغاني، إن غني ومساعديه تركوا ثلاث سيارات مليئة بالدولار الأمريكي قبل الفرار.
في أواخر 15 أغسطس، خلال سقوط كابل، اصطدمت طائرة تابعة للقوات الجوية الأفغانية من طراز إمبراير 314 وطائرة ميج 29 التابعة للقوات الجوية الأوزبكية ‏ في الجو، وتحطمت كلتا الطائرتين في منطقة سوركسونداريو بأوزبكستان. قُذف طيارو كلتا الطائرتين وهبطا بالمظلات. في وقت سابق اليوم، قالت أوزبكستان إنها احتجزت 84 جنديًا أفغانيًا عبروا الحدود طلباً للمساعدة الطبية أثناء فرارهم من هجمات طالبان.
في 16 أغسطس قال المتحدث باسم طالبان محمد نعيم في مقابلة مع قناة الجزيرة أن الحرب قد انتهت في أفغانستان. وقال أيضًا إن طالبان حققت ما أرادت ولن تسمح باستخدام أراضي أفغانستان ضد أي شخص ولا تريد إيذاء أي شخص آخر. وفي اليوم نفسه، قال مكتب المدعي العام في أوزبكستان إن ما مجموعه 22 طائرة عسكرية و 24 طائرة هليكوبتر تحمل حوالي 585 جنديًا أفغانيًا وصلوا إلى أوزبكستان. كما عبر حوالي 158 جنديًا أفغانيًا حدود أوزبكستان سيرًا على الأقدام.
وأكد البنتاغون أن رئيس القيادة المركزية الأمريكية في قطر الجنرال كينيث ماكنزي التقى بقادة طالبان في العاصمة الدوحة. وافق مسؤولو طالبان على الشروط التي وضعها ماكنزي باستخدام اللاجئين مطار كابل للفرار.

## ما بعد السقوط

### الناس في خطر
يخاطر أكثر من 300 ألف مدني أفغاني بانتقام طالبان لأنهم عملوا لصالح الحكومة الأمريكية.
اعتبارًا من 17 أغسطس، كان هناك حوالي 11000 مواطن أمريكي تقطعت بهم السبل في أفغانستان التي تسيطر عليها طالبان.

### جرائم حرب
اُتهمت طالبان بارتكابها عددًا كبيرًا من جرائم الحرب خلال هجومها عام 2021. الأمثلة تشمل:
في 16 يونيو، في دولت آباد، أُعدم 22 من القوات الخاصة الأفغانية غير المسلحة أثناء محاولتهم الاستسلام لقوات طالبان. تم تداول مقطع فيديو للحدث على نطاق واسع وبثته شبكة سي إن إن. ووصفت سميرة حميدي من منظمة العفو الدولية الحدث بأنه «القتل بدم بارد للجنود المستسلمين - جريمة حرب». ودعت إلى التحقيق في الحادث كجزء من تحقيق المحكمة الجنائية الدولية في أفغانستان.
وأشارت منظمة العفو الدولية إلى مذبحة الهزارة التي ارتكبتها حركة طالبان في أوائل يوليو في ولاية غزني باعتبارها «مؤشراً مروعاً» للمستقبل. أُطلق النار على رجال الهزارة بأشكال مختلفة وتعرضوا للتعذيب حتى الموت، حيث خُنق أحدهم بوشاحه وعضلات ذراعه، بينما أصيب آخر بجسده بالرصاص.
في 6 أغسطس، أعلنت قوات طالبان مسؤوليتها عن اغتيال داوا خان مينابال، رئيس مركز الإعلام والإعلام الحكومي، في 5 أغسطس في كابل. في نفس اليوم، الذي سيطرت خلاله طالبان على زرنج، صرح الناشط الحقوقي لال غول لال أن إعدام 30 جنديًا من قبل طالبان كان جريمة حرب. وفقًا لـ طلوع‌نیوز، تعرض بعض الجنود للتعذيب وأزالت طالبان أعينهم قبل قتلهم.

### المعدات المستولى عليها
وفقًا لتقرير نُشر على مدونة Oryx، منذ يونيو، استولت طالبان على 12 دبابة (سبع دبابات تي-55 و 5 تي-62 )، و 51 مركبة قتال مصفحة (46 إم-1117 المدرعة، واثنتان من طراز ام1117 القيادة والمراقبة، وثلاث إم-113 ناقلات الجنود المدرعة )، 61 قذائف الهاون وقطع المدفعية (35 هاوتزر عيار 122 مم D-30) 2A18)، ثلاثة 76 ملم مدافع تقسيمية ام1942 (ZIS-3)،وهاون عيار 120مم، وقذيفتي الهاون ام69 عيار 82مم ومدفع الهاون عيار 60مم و19 قذيفة هاون مجهولة المصدر)، وثمانية مدافع مضادة للطائرات (مفعين من طرازKPV-1 مقاس 14.5 مم وست ZU-23 عيار 23مم )، و 16 طائرة هليكوبتر (تسع طائرات من طراز ميل مي-17، وواحدة من طراز ميل مي-24 V، وأربع طائرات سيكورسكي يو إتش-60 بلاك هوك، واثنتان من طراز إم دي 530F )، وست طائرات بدون طيار (ست طائرات من طراز بوينغ انسيتو سكانإيغل)، و 1973 شاحنة ومركبة وسيارات جيب من القوات المسلحة الأفغانية. كما دمرت طالبان تسع مركبات ام1117 المدرعة، وأربع طائرات Mi-17s، وثلاث طائرات يو إتش-60 بلاك هوك، وواحدة من طراز DJI مافيك و 104 شاحنات ومركبات وسيارات جيب. يحسب Oryx فقط المركبات والمعدات المدمرة التي يتوفر منها دليل بالصور أو بالفيديو.
اعتبارًا من 2 يوليو، هاجمت الطائرات الأمريكية المعدات العسكرية التي استولى عليها المتمردون، ودمرت مدافع الهاوتزر D30 والدبابات و المركبات المدرعة المضادة للكمائن والألغام وعربات همفي.

### اللاجئون

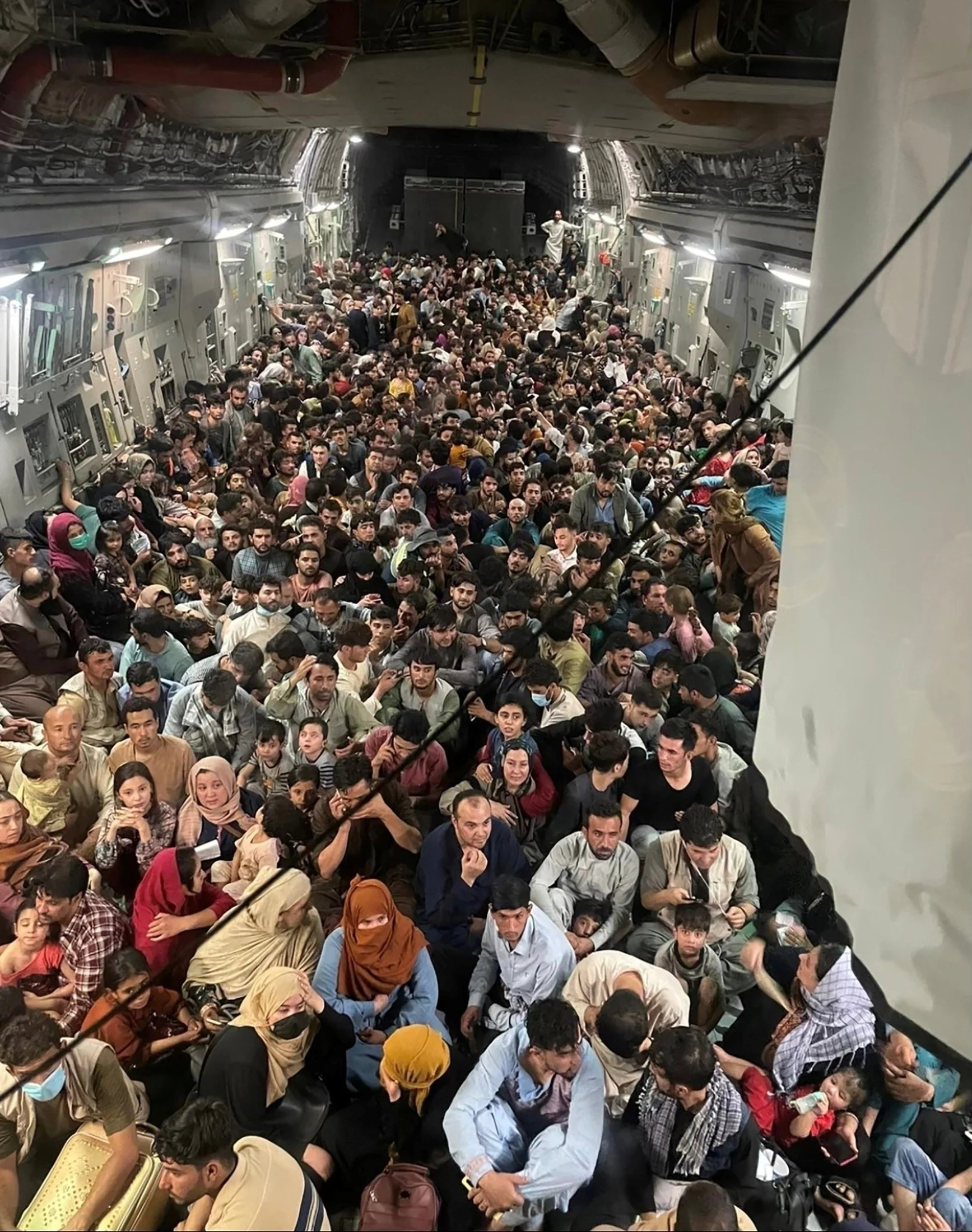
بوينغ سي-17 غلوب ماستر 3 تقل ركابًا من أفغانستان.

في أواخر يوليو، بدأ مئات اللاجئين الأفغان في العبور إلى شرق تركيا من إيران. احتجز ما لا يقل عن 1500 مهاجر على طول الحدود الإيرانية، واعترضت تركيا 200 مهاجر أفغاني في طريقهم إلى أوروبا. أعلنت تركيا عن بناء حاجز حدودي على طول الحدود الإيرانية التركية، حيث يعبر العديد من اللاجئين إلى تركيا في طريقهم إلى أوروبا.
في 5 أغسطس، حثت ست دول أعضاء في الاتحاد الأوروبي، بما في ذلك ألمانيا، المفوضية الأوروبية على مواصلة ترحيل طالبي اللجوء المرفوضين إلى أفغانستان على الرغم من التقدم الكبير الذي حققته طالبان. بعد بضعة أيام، علقت ألمانيا وهولندا مؤقتًا ترحيل اللاجئين الأفغان حيث سيطر متمردو طالبان على المزيد من الأراضي.
في 13 أغسطس، أعلنت الحكومة الكندية أن كندا ستعيد توطين أكثر من 20 ألف مواطن أفغاني من الجماعات التي تعتبرها أهدافًا محتملة لطالبان. قالت المملكة المتحدة إنها ستسمح لـ 20 ألف أفغاني بالاستقرار في المملكة المتحدة، ويبدو من المرجح أن تنقل الولايات المتحدة ما يصل إلى 30 ألف متقدم أفغاني للحصول على تأشيرة الهجرة الخاصة إلى الولايات المتحدة.
أصدرت وزارة الخارجية الأمريكية بيانًا مفاده أن حالات إعادة التوطين ستتم معالجتها في دولة ثالثة، مستشهدة بتركيا كمكان محتمل. لم تناقش الولايات المتحدة من قبل هذا الاحتمال مع تركيا. وبحسب بلومبرغ نيوز، ردت تركيا بالسلب و «انتقدت الولايات المتحدة لتوصيتها بأن يطلب الأفغان الذين يخشون انتقام طالبان اللجوء إلى أمريكا من دولة ثالثة». تستضيف تركيا بالفعل حوالي ستة ملايين لاجئ من الحرب الأهلية السورية، أكثر من أي دولة أخرى، وقال المسؤولون إنها لا تملك القدرة على استيعاب موجة اللاجئين من أفغانستان وإنه كان «غير مسؤول» من الإدارة الأمريكية جعل هؤلاء. أنواع الخطط دون استشارة أو مناقشة.
عندما سقطت كابل في منتصف أغسطس، هرع آلاف الأفغان الذين حاولوا الفرار من البلاد إلى المطار. وفي حالة من اليأس، تشبث العديد من الأشخاص بجانب طائرة عسكرية أمريكية، مما أدى إلى وفاتهم عندما أقلعت الطائرة. واضطرت القوات الأمريكية في النهاية إلى إطلاق طلقات تحذيرية لإخلاء مسارات الطائرات التي كانت تقوم بإجلاء مسؤولي الحكومة الأفغانية.

### احتجاجات ومقاومة
بعد سقوط كابل، شكل أعضاء سابقون في التحالف الشمالي وشخصيات مناهضة لطالبان تحالفًا عسكريًا أطلق عليه المقاومة الثانية، بقيادة أحمد مسعود ونائب الرئيس السابق أمر الله صالح. وقد استقروا في وادي بنجشير، الذي كان قاعدة عمليات رئيسية لتحالف الشمال الأصلي. في 17 أغسطس 2021، أعلن نائب الرئيس الأفغاني أمر الله صالح نفسه رئيسًا مؤقتًا لأفغانستان في وادي بنجشير. مع سقوط كابل، أصبح أعضاء التحالف الشمالي السابقون والقوات الأخرى المناهضة لطالبان المتمركزة في بنجشير، بقيادة أحمد مسعود ونائب الرئيس السابق عمرو الله صالح، المقاومة المنظمة الرئيسية لحركة طالبان في أفغانستان. استبدلت السفارة الأفغانية في طاجيكستان صورتها الرئاسية لغاني بواحدة لصالح، وقدمت طلبًا إلى الإنتربول لإصدار أوامر توقيف بحق غني، إلى جانب كبير مستشاريه فاضل محمود ومستشار الأمن القومي حمد الله محب، بتهمة السرقة من الخزانة الأفغانية.
في 17 أغسطس، نظمت العديد من النساء مظاهرة صغيرة في كابل للمطالبة بحقوق متساوية للمرأة، وهي أول احتجاج نسائي أُبلغ عنه ضد النظام الجديد. في 18 أغسطس، ظهرت احتجاجات أكبر حضرها رجال في ثلاث مدن شرقية يهيمن عليها البشتون: جلال أباد وخوست وأسد أباد، حيث لوح المتظاهرون بعلم جمهورية أفغانستان الإسلامية، وإنزال علم طالبان. في جلال أباد، فتحت طالبان النار، مما أسفر عن مقتل ثلاثة وإصابة أكثر من عشرة. في 19 أغسطس، امتدت المظاهرات إلى أجزاء مختلفة من كابل، بما في ذلك احتجاج كبير بالقرب من مطار كابل حيث لوحت السيارات والأشخاص بعلم الجمهورية، وتجمعوا بالقرب من القصر الرئاسي في كابل قبل أن يُفرقهم طالبان بعنف. استمرت الاحتجاجات في خوست وأسد أباد أيضًا، حيث استخدمت طالبان العنف لتفريق الاحتجاجات في كلتاهما. في أسد أباد، ووردت أنباء عن تضخم الاحتجاجات إلى المئات.

## التحليلات

### انهيار الحكومة الأفغانية

#### مشاكل مع القوات المسلحة الأفغانية
قضية ضباط الجيش الأفغاني الفاسدون الذين يقودون كتائب الأشباح، الذين يحصلون على رواتب الجنود الغائبين، هي قضية معروفة في الجيش الأفغاني. في تقرير صدر عام 2016، قال المفتش العام الأمريكي لإعادة إعمار أفغانستان (SIGAR):«لا تعرف الولايات المتحدة ولا حلفاؤها الأفغان عدد الجنود الأفغان والشرطة الموجودين بالفعل، أو عدد الجنود المتاحين بالفعل للخدمة، أو بالتبعية، الطبيعة الحقيقية لقدراتهم العملياتية». في أوائل عام 2019، سُحب ما لا يقل عن 42 ألف جندي وهمي من رواتب الجيش.
في 30 يوليو، قال مكتب المفتش العام لإعادة إعمار أفغانستان إن هناك «آثار مدمرة للفساد داخل قوات الدفاع الوطني الأفغانية، وعدم الدقة في القوة الفعلية للقوات الأفغانية، ونقص الاستعداد القتالي، والإرادة للقتال، وعدم الاستدامة بسبب الاعتماد على المعدات المتطورة، عدم التركيز على القدرات على المستوى الوزاري، ونقص المعلومات الهامة، مثل تقييمات سيطرة المنطقة، التي يمكن استخدامها للمساعدة في قياس أداء قوات الدفاع الوطني الأفغانية في السنوات الأخيرة».
كان البنتاغون مسؤولاً لسنوات عن دفع رواتب الجنود الأفغان مباشرة. ونُقلت مسؤولية هذه المدفوعات إلى حكومة كابل منذ إعلان الانسحاب المزمع في أبريل. ومنذ ذلك الحين اشتكى العديد من الجنود الأفغان من أنهم لم يتلقوا رواتبهم منذ شهور، وفي كثير من الحالات لم تعد وحداتهم تتلقى الطعام أو الإمدادات أو الذخيرة. صرح الجنرال ويسلي كلارك، القائد الأعلى السابق لحلف شمال الأطلسي، لشبكة سي أن أن بأن العديد من الجنود الأفغان يرون أن الوظيفة في الجيش هي راتب وليست سببًا. قال إن الجيش الأفغاني يتكون من قبائل وفصائل مختلفة كانت على خلاف تاريخي مع بعضها البعض. كما قال إنها خدعة أفغانية قديمة بالوقوف إلى جانب المنتصر أو على الأقل الابتعاد عن الجانب الخاسر، ولهذا السبب تفكك الجيش الأفغاني بهذه السرعة.
في 12 أغسطس، قال خبراء دوليون في مكافحة الإرهاب وبعض المسؤولين الأمريكيين إن الانهيار السريع لقوات الأمن الوطني الأفغانية في حالة الانسحاب الأمريكي «لا ينبغي أن يكون مفاجئًا». وفقًا لأحد الخبراء، تمكنت طالبان من تحريك قواتها بحرية في جميع أنحاء أفغانستان بعد اتفاق الدوحة دون أي تدخل تقريبًا من قوات الحكومة الأفغانية. وفي نفس اليوم، قال المستشار الأمريكي السابق ولي نصر، إنه «لا يوجد نوع من القيادة من شأنه أن يعطي أمراء الحرب المحليين أسبابًا لسبب وجوب مقاومة طالبان. لذلك كلما رأوا أن انتصار طالبان أمر لا مفر منه، كلما أصبح النصر حتميًا، لأنهم عقدوا صفقاتهم معهم.».
كما أدى تسييس الجيش الأفغاني إلى حصول سياسيين غير مؤهلين موالين لأشرف غني على مناصب رئيسية في الجيش الأفغاني. تولى حمد الله مهيب ‏، مستشار الأمن القومي لغني، السيطرة المباشرة على العمليات العسكرية على الرغم من عدم وجود خبرة عسكرية لديه. وفقًا للعديد من كبار المسؤولين الحكوميين والدبلوماسيين، غالبًا ما كانت أوامر مهيب تمر عبر التسلسل القيادي العادي.
قال مايك مارتن، الضابط السابق في الجيش البريطاني، إن غني يفتقر إلى المهارات السياسية للحفاظ على ولاء الجماعات العرقية المختلفة في أفغانستان لفكرة قضية وطنية. كثير من الأفغان أكثر ولاء تجاه روابطهم العرقية والقبلية وحتى الأسرية التقليدية أكثر من ولائهم للجيش الأفغاني، والتي استخدمها قائد طالبان الإقليمي للتفاوض على استسلام العديد من القوات. قال علي ياور أديلي، مدير شبكة المحللين الأفغان في أفغانستان، إن المسؤولين الأفغان - بمن فيهم غني - لم يتوقعوا أبدًا أن توقف الولايات المتحدة الدعم اللوجستي والجوي للقوات الأفغانية. كانت القوات الأفغانية تعتمد بشكل كبير على الدعم اللوجستي والجوي الذي قدمته الولايات المتحدة، وقد أصيبوا بصدمة شديدة عندما سُحب الدعم الأمريكي. وقالت إليزابيث ثريلكيلد، المسؤولة السابقة في وزارة الخارجية الأمريكية، إن تقدم طالبان السريع والاستسلام السلمي لبعض وحدات الجيش الأفغاني شجع كثيرين آخرين على أن يحذوا حذوها.

#### دعم الولايات المتحدة
منذ انسحاب الولايات المتحدة من مطار باغرام في 2 يوليو، وُجهت الضربات الجوية الأمريكية ضد طالبان من خارج أفغانستان، من قاعدة العديد الجوية في قطر ومجموعة حاملة الطائرات ‏ الأمريكية في الخليج العربي، مما تطلب من الطائرات الحربية السفر عدة ساعات للوصول إلى أهدافهم. وفقًا لمسؤول دفاعي أمريكي، بلغت الضربات الجوية منذ 2 يوليو / تموز «حفنة» فقط كل يوم.

### عودة محتملة للقاعدة
وبحسب مسؤول دفاعي أمريكي، فإن الفراغ الأمني الذي خلفه انسحاب القوات العسكرية الأمريكية يمكن أن يخلق فرصة للقاعدة والجماعات الإرهابية الأخرى لإعادة تنظيم نفسها. وأضاف المسؤول أنه في حين أن الولايات المتحدة ستظل تحتفظ بالسلطة لضرب أهداف القاعدة في أفغانستان، فإن الافتقار إلى وجود أمريكي قوي على الأرض سيعيق القدرة على تحديد الأهداف المحتملة. قال قائد القيادة المركزية الأمريكية كينيث ف. ماكنزي جونيور إنه لم ير أي شيء يجعله يعتقد أن طالبان ستوقف القاعدة عن استخدام أفغانستان لتقوية وإعادة البناء.
قال وزير الدفاع البريطاني بن والاس إن الفراغ قد يمنح الجماعات الإرهابية مثل القاعدة فرصة أخرى للحصول على ملاذ آمن.
في 8 أغسطس، قالت رئيسة مجموعة سايت للاستخبارات، ريتا كاتز، إن تقدم طالبان يشبه الأيام الأولى للحرب الأهلية السورية وسط انتصارات جبهة النصرة، «ما عدا الآن على نطاق مختلف تمامًا، بالنظر إلى الزخم المروع لطالبان».
حذر عالم السياسة الكازاخستاني دوسيم ساتباييف من أن استيلاء طالبان على السلطة قد يمهد الطريق لقوى إسلامية أساسية أخرى في محاولة لتشكيل دولة اندماجية بين آسيا الوسطى وأفغانستان.

### التقديرات الأمريكية

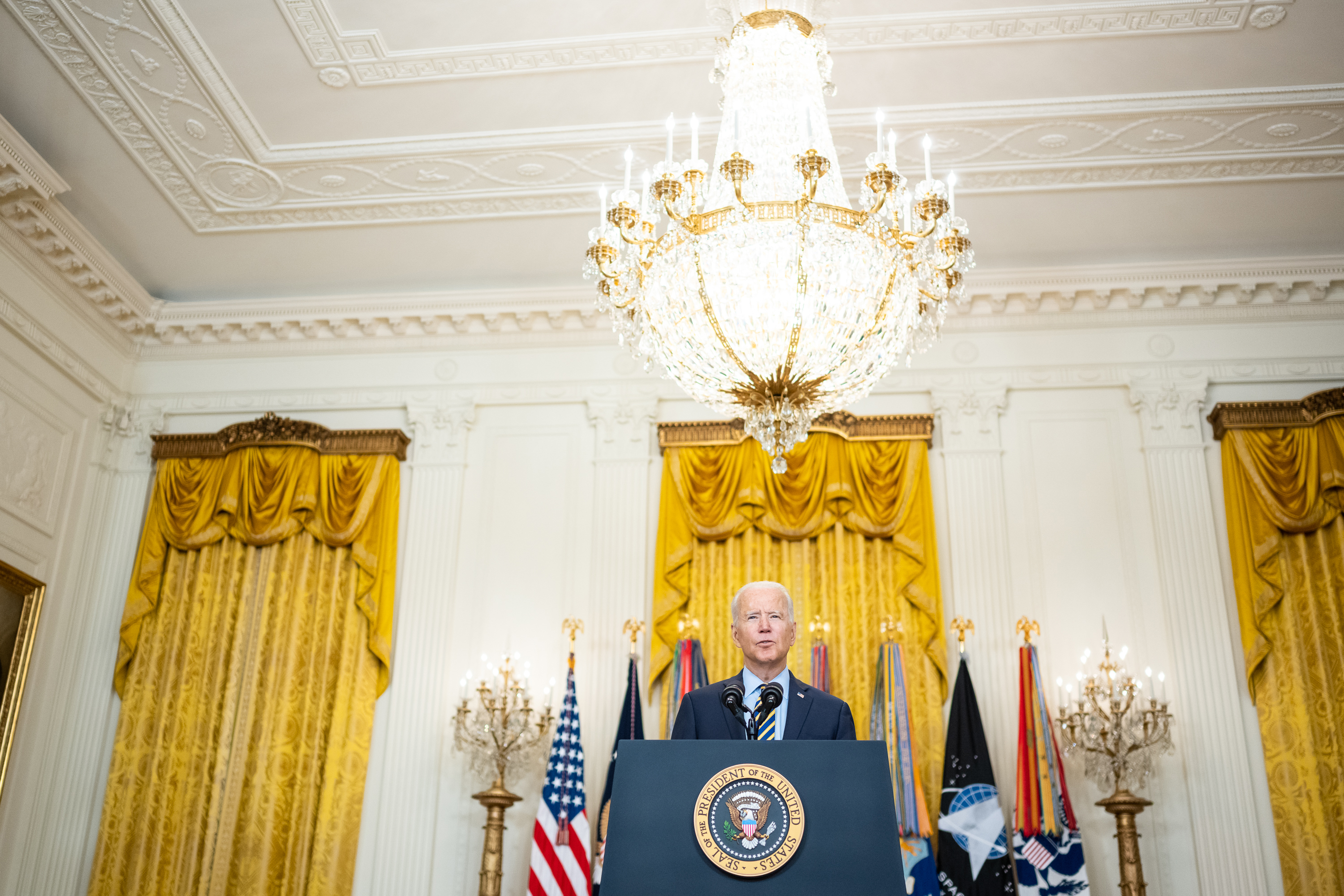
في 8 يوليو، صرح الرئيس الأمريكي جو بايدن :

في 23 يونيو، قدرت المخابرات الأمريكية أن الحكومة الأفغانية يمكن أن تسقط في غضون الأشهر الستة المقبلة بعد الانسحاب الأمريكي. في 10 أغسطس، راجع المسؤولون الأمريكيون التقدير السابق لستة أشهر، مصرحين بأنه يمكن أن يحدث بسرعة أكبر، وأن بعض السيناريوهات تُصور سقوط كابل في غضون 30 إلى 90 يومًا. في 13 أغسطس، ظهرت تقارير تفيد بأن «مصادر دبلوماسية غربية رفيعة» توقعت دخول طالبان إلى كابل في غضون الأيام السبعة المقبلة.
في 8 يوليو، صرح الرئيس الأمريكي جو بايدن في مؤتمر صحفي للصحفيين في مؤتمر صحفي، إن سيطرة طالبان على أفغانستان ليست حتمية، مشيرًا إلى أن «القوات الأفغانية لديها 300000 جندي مجهزين تجهيزًا جيدًا - مثلها مثل أي جيش في العالم - وقوة جوية ضد ما يقرب من 75000 طالبان». قال بايدن إن مجتمع الاستخبارات الأمريكية لم يقيّم احتمال انهيار الحكومة الأفغانية. ولدى سؤاله عما إذا كانت هناك أوجه تشابه بين هذا الانسحاب وما حدث في فيتنام، أجاب الرئيس:
وأضاف بايدن أن «.. احتمال قيام طالبان باجتياح كل شيء وامتلاك البلاد بأكملها أمر مستبعد للغاية.». في 15 أغسطس، أثناء دخول طالبان إلى كابل، أُجلي الدبلوماسيين والموظفين من السفارة الأمريكية في كابل عبر مروحيات أمريكية من طراز بلاك هوك وشينوك.
في 11 يوليو، قال السكرتير الصحفي للبنتاغون، جون كيربي، إن قوات الدفاع الوطني الأفغانية «لديها قدرة أكبر بكثير مما كانت عليه من قبل»، و«يعرفون كيف يدافعون عن بلادهم». في 9 أغسطس، صرح المفتش العام الخاص بإعادة إعمار أفغانستان، جون سوبكو، أن القيادة العسكرية الأمريكية «تعرف مدى سوء الجيش الأفغاني».
في 12 أغسطس، قال المسؤولون الأمريكيون إن السرعة المفاجئة لهجوم طالبان كانت مرتبطة بقضايا هيكلية وسياسية، مثل قلة الاستثمار المبكر في الحكومات المحلية، ونقص بناء الدولة بشكل كاف، والهياكل المجتمعية في العشائر.، والتضاريس، والجنود الأشباح ونوعية القوات غير المتكافئة، وكذلك اتفاق السلام الأخير والعفو عن سجناء طالبان.

### إستراتيجية طالبان
خلال الحرب الأهلية الأفغانية (1996-2001)، كانت مقاومة طالبان أقوى في شمال أفغانستان، قاعدة التحالف الشمالي. وبحسب شبكة محللي أفغانستان ‏، فإن تركيز طالبان لقواتها في الشمال قد يكون محاولة لإحباط تشكيل تحالف شمالي ثان بعد انسحاب القوات الأمريكية.
قال أندرو واتكينز، كبير المحللين لشؤون أفغانستان في مجموعة الأزمات الدولية، إنه لا يوجد دليل على أن طالبان قد زادت قوتها البشرية لشن هذا الهجوم، باستثناء استخدام بعض المتمردين الخمسة آلاف الذين أُطلق سراحهم في وقت سابق. يعتقد واتكينز أن نهاية الضربات الجوية الأمريكية غيرت السيناريو. ويقول إن نهاية الضربات الجوية الأمريكية منحت المتمردين حرية الحركة وتمكنوا من إعادة تجميع صفوفهم وتخطيط وتقوية خطوط إمدادهم دون خوف من الضربات الجوية الأمريكية.